# Geschichte des Klosters Münsterschwarzach

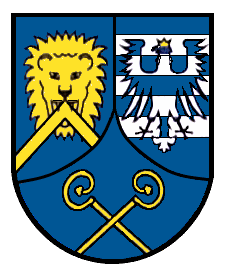
Das Wappen des Klosters Münsterschwarzach

Die Geschichte des Klosters Münsterschwarzach (auch Geschichte der Abtei Münsterschwarzach) begann bereits im 8. Jahrhundert. Das Kloster entstand aus zwei Vorgängergemeinschaften, die im Frühmittelalter gestiftet wurden. Nach dem Übergang an den Bischof von Würzburg war Münsterschwarzach in Mittelalter und Früher Neuzeit ein wichtiges benediktinisches Mediatkloster im Hochstift Würzburg. Mit der Säkularisation verschwand das Kloster zu Beginn des 19. Jahrhunderts über 100 Jahre, ehe es im Jahr 1913 die Missionsbenediktiner von St. Ottilien wiederbesiedelten. Heute ist die Abtei eines der bedeutendsten Benediktinerklöster in Deutschland. Es gehört zur Diözese Würzburg im unterfränkischen Landkreis Kitzingen.
In der klösterlichen Geschichte gab es mehrere Blütezeiten, die mit Abschnitten des Niedergangs abwechselten. Bereits die Geschichtsschreibung des 18. Jahrhunderts weist auf diese Wechsel hin. Besonders einflussreich war die Abtei zur Zeit des Abtes Egbert von Münsterschwarzach, der im 11. Jahrhundert die Reformen von Gorze im Konvent verankerte und auch in andere Klöster trug. Unter Abt Johannes IV. Burckhardt wurde Münsterschwarzach im 16. Jahrhundert ein Pfeiler der katholischen Reform im Bistum Würzburg. Dem Abt der Wiedergründung 1913, Plazidus Vogel, kommt ebenfalls besondere Bedeutung zu.

## Vorgeschichte

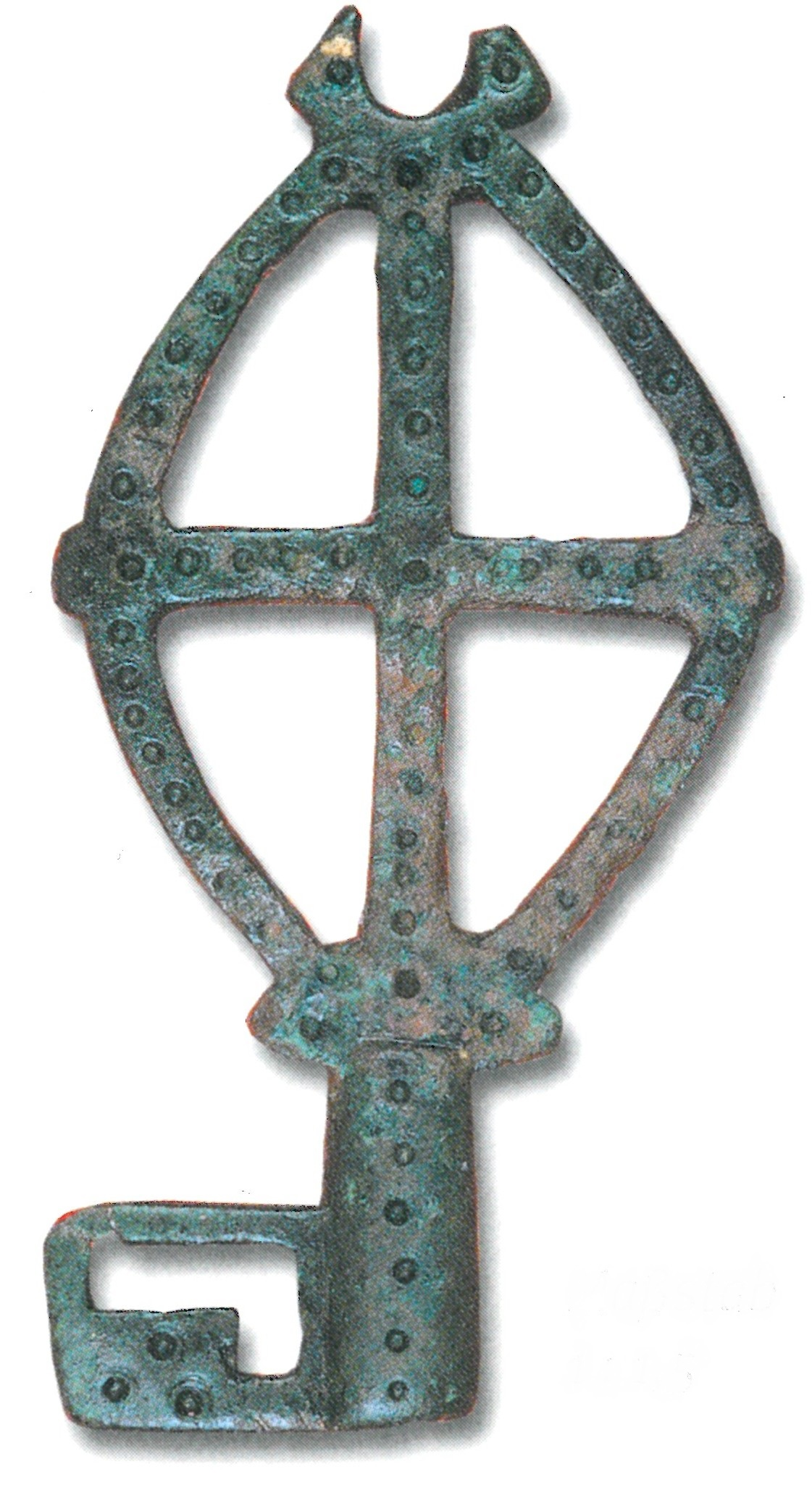
Karolingischer Schlüssel, wohl aus dem Frauenkloster, Bronze, 1939 ausgegraben

Zwei Vorgängerinstitutionen des Klosters Münsterschwarzach sind eng mit dem ostfränkischen Adelsgeschlecht der Mattonen verbunden: das Frauenkloster Münsterschwarzach und das Kloster Megingaudshausen, dass lediglich im Jahr 816 urkundlich genannt wurde. Durch den Umzug des Konvents von Megingaudshausen in das leerstehende Frauenkloster entstand das Kloster Münsterschwarzach. Der Konvent bezog sich mit der Wahl seines Wappens mit den zwei gekreuzten Abtsstäben auf die beiden Klöster. Ältere Traditionen, wie die Verehrung der Stifter von Megingaudshausen, flossen in die Liturgie der Abtei in Mittelalter und Früher Neuzeit ein. Alle Äbte der beiden Klöster wurden in die Abtsliste von Münsterschwarzach aufgenommen.
→ siehe auch: Frauenkloster Münsterschwarzach
→ siehe auch: Kloster Megingaudshausen
→ siehe auch: Liste der Äbtissinnen und Äbte von Münsterschwarzach

## Frühmittelalter

### Umzug und Neuanfang
Über den Umzug der Mönche an den Main existieren in der Forschung mehrere Thesen. Während die ältere Literatur die Meinung vertrat, dass der Gründer Megingaud erst in der Abtei Münsterschwarzach verstarb, weist die neuere Forschung darauf hin, dass die Mönche die sterblichen Überreste des Stifterehepaares und die Gründungsurkunde von 816 mit nach Schwarzach nahmen. Dabei stimmten die selbstbewussten Konventsmitglieder einem Umzug ihres Klosters wohl nur zu, weil Bischof Arno von Würzburg selbst den Mattonen angehörte.
Die Mönche verließen Megingaudshausen unter dem Abt Hartwig bzw. seinem Nachfolger Ebbo. Die steinerne Hallenkirche des Frauenklosters wurde für die neuen liturgischen Ansprüche umgebaut. Wahrscheinlich begann man, zunächst den Campanile durch ein Querhaus zu ersetzen. Die Glocken wurden im neu erbauten Glockenturm oberhalb der Vierung aufgehängt. Insgesamt bot die Kirche etwa 20 Mönchen Platz. → siehe auch: Karolingische Klosterkirche Münsterschwarzach
Unter Ebbo kam es wohl zu einem Brand, worauf die bei Ausgrabungen zutage geförderten geschmolzenen Glockenreste hindeuten. Eventuell verwüsteten durchziehende ungarische Reiterverbände das neue Kloster. Konflikte entstanden auch zwischen den aufstrebenden Bischöfen von Würzburg und den nach wie vor Ansprüche auf die Abtei erhebenden Mitgliedern der Mattonenfamilie. Nach dem Tod des Abtes Ebbo gelangte das Kloster in den Besitz des Dracholf, der zu den Mattonen gerechnet wurde.

### Die Zeit der Kommendataräbte

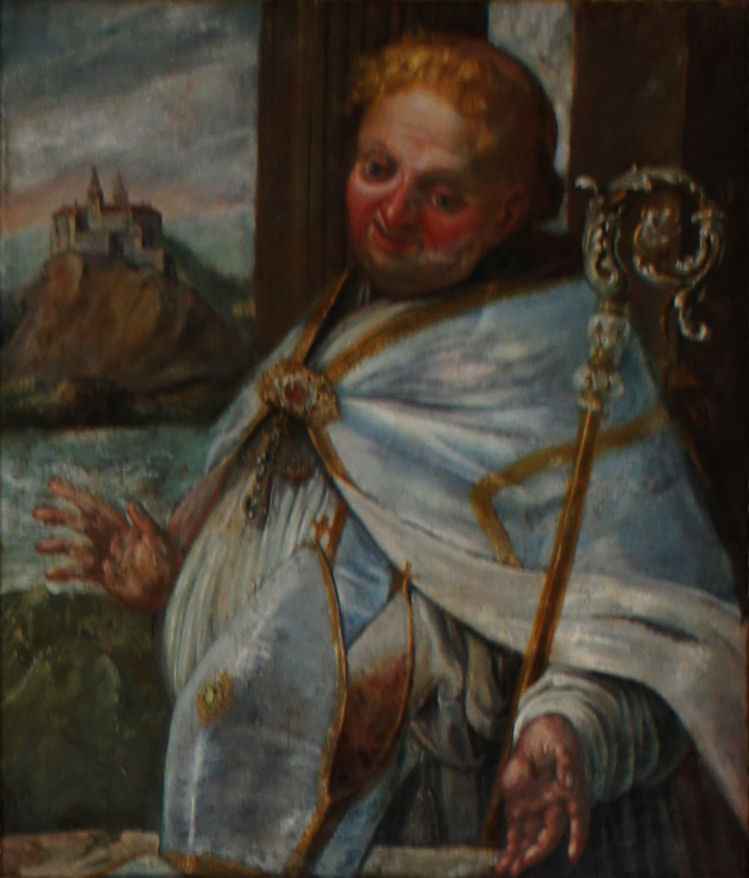
Dracholf als Bischof von Freising, historisierende Darstellung des 18. Jahrhunderts im Freisinger Fürstengang

Dracholf betrachtete die Abtei als seinen persönlichen Besitz, weilte aber als sogenannter Kommendatarabt nicht innerhalb des Konventes. Stattdessen stieg er zum Bischof von Freising auf. Anders als andere Kommendataräbte plünderte Dracholf seinen Besitz nicht aus, sondern ergänzte sogar die Besitzungen der Abtei durch zwei Schenkungswellen 912 und 918. Dazu holte er sich zunächst die königlichen Rechte an den letzten beiden, noch verbliebenen Besitzungen des Klosters Megingaudshausen, „Hetzelheim“ und „Hittenheim“, und tauschte diese gegen Orte der näheren Umgebung, die er den Mönchen von Münsterschwarzach übergab.
Am 21. April 918 bestätigte König Konrad I. die Schenkungen des Dracholf an Schwarzach. Die bedeutende Urkunde listet einige Orte auf, die hier erstmals genannt wurden. So gelangten „Gerlachshausen“ und „Weiuelt“ (Wipfeld) ganz, „Stockheim“ (Mainstockheim oder Mönchstockheim), „Lankheim“ (Klein- oder Großlangheim), „Feurbach“ (Feuerbach), „Castimallesdorf et Selinsdorff“ (Seligenstadt) in Teilen an das Kloster. Zusätzlich erhielten die Mönche noch zwei Weinberge in „Nordheim“ (am Main). Zum Lebensunterhalt und zur Kleidung der Mönche dienten die ebenfalls genannten Orte „Tullstatt“ (Düllstadt), „Stadelon“ (Stadelschwarzach) und „Wisenheida“ (Wiesentheid).
Das junge Kloster war mit diesen ausgedehnten Gütern ein begehrter Besitz und wurde in der Folgezeit in Konflikte zwischen den Mattonen und den Bischöfen von Würzburg hineingezogen, die beide die Oberhoheit über Münsterschwarzach beanspruchten. Nach dem Tod des Abtes Dracholf im Jahr 926 dauerte es fast siebzig Jahre, bis die Abtei in den Quellen neuerlich genannt wurde. Nun traten auch die Bischöfe von Freising auf den Plan, die ebenfalls ihre Ansprüche auf Münsterschwarzach untermauerten.
Die Forschung vermutet, dass in der quellenlosen Zwischenzeit mehrere, heute unbekannte Äbte aus dem Adel das Kloster führten. Sie waren Laien und bereicherten sich an ihrem Besitz, ohne auf die Mönche Rücksicht zu nehmen. Die Mitglieder des Konvents neigten in dieser Zeit den Mattonen zu und lehnten die Einflussnahme der Würzburger Bischöfe ab. Während dieser Jahrzehnte wurden die Baulichkeiten des Klosters weitgehend zerstört. Mittelalterliche Chroniken gehen sogar davon aus, dass Münsterschwarzach eine Zeitlang vollständig verlassen war.

### Wiedererblühen unter Bischof Heinrich I.
Inzwischen herrschten die Ottonen, die die Bischöfe im Reich weiter förderten, um ein ihnen treues Reichsepiskopat aufzubauen. Dadurch konnten die Würzburger Diözesane ihren Einfluss über Münsterschwarzach ausbauen und gewannen schließlich das Ringen um die Abtei. Den Neubeginn markiert eine Urkunde vom 12. Dezember 993, in der Kaiser Otto III. Bischof Bernward von Würzburg seinen Besitz über die Abtei zuerkannte.
Würzburg bemühte sich auch unter den folgenden Bischöfen um das Kloster. Im Jahr 999 ließ sich der neugewählte Bischof Heinrich I. seine Oberhoheit über Münsterschwarzach neuerlich bestätigen. Diesen Vorgang wiederholte er im Jahr 1003, als Heinrich II. zum König gewählt worden war. In der Urkunde vom 9. Februar 1003 ist allerdings von zwei Klöstern, „abbatia“ und „monasterium“, die Rede. Nachdem die ältere Literatur hier das Fortbestehen des Frauenklosters neben dem Männerkonvent vermutete, geht man heute von einer lediglich sprachlichen Differenzierung aus. Die königliche Kanzlei musste beide gebräuchlichen Bezeichnungen für das Kloster in das Dokument aufnehmen.
Mit Bischof Heinrich I. ist das Wiederaufblühen monastischen Lebens in Münsterschwarzach verbunden. Der Diözesan war früh mit den sogenannten Altgorzer Reformen in Berührung gekommen, weil sein Bruder in dem lothringischen Kloster zur Schule gegangen war. Die Reformen nahmen die mönchische Askese, das Gebet und insbesondere die Hinordnung zum örtlichen Bistum in den Mittelpunkt. Deshalb erbat sich Heinrich vom Regensburger Abt Ramwold, der sein Kloster bereits nach den neuen Regeln führte, mehrere Mönche, um sie nach Münsterschwarzach zu senden.

## Hochmittelalter

### Äbte der Altgorzer Reform
Aus der Regensburger Abtei St. Emmeram kam Alapold im Jahr 1001 bzw. 1006 mit 13 Getreuen an den Main und begann die Lebensformen seines Heimatklosters auch in Münsterschwarzach einzuführen. Alapold förderte insbesondere den Austausch mit anderen, gleichgesinnten Klöstern und schloss mit St. Emmeram beispielsweise eine Toten- und Gebetsverbrüderung. Der Abt wirkte allerdings nicht alleine, sondern erhielt Förderungen vom kaiserlichen Herrscherhaus und dem Bischof von Würzburg.
Kaiser Heinrich II. überließ, auf Drängen seiner Ehefrau Kunigunde, dem Kloster mehrere Gutshöfe und förderte dadurch den Konvent. Der Würzburger Bischof ließ außerdem neue Wohngebäude für die Mönche errichten und die Ruinen der alten beseitigen. Gleichzeitig erhielten die Münsterschwarzacher Mönche eine Bestätigung ihrer Privilegien. Trotz dieser Unterstützungen verlangte Würzburg eine vollständige Unterordnung unter die bischöfliche Oberhoheit, die keineswegs von allen Mönchen anerkannt wurde.
Nach dem Tod Alapolds standen noch drei weitere Äbte dem Kloster vor, die im Sinne der Altgorzer Reform wohl vom Bischof ausgewählt worden waren. Abt Heribert scheiterte noch vor seiner Konfirmation am Widerstand der Mönche, ihm lag vor allem die Förderung der Liturgie am Herzen. Sein Nachfolger Walther I. hatte wiederum mit dem erstarkenden, lokalen Adel umzugehen, der Ansprüche auf den Klosterbesitz geltend machte. Während seiner Regierung wütete in Münsterschwarzach die Pest, schließlich bestand der Konvent nur noch aus sechs Mönchen.
Zur Zeit von Abt Walther begann man jedoch auch, den religiösen Mittelpunkt des Klosters, die Klosterkirche wieder zu errichten. Wahrscheinlich war das karolingische Gotteshaus während des 10. Jahrhunderts untergegangen. Im Jahr 1023 weihte der Würzburger Bischof Meginhard die neue Klosterkirche, die nun, nach dem Initiator „Waltherkirche“ genannt wurde. Nach dem Neubau präsentierte sich die Kirche als dreischiffige Säulenbasilika.
Der letzte Abt der lothringische Reformen in Münsterschwarzach umsetzte, war Wolfher. Ähnlich wie seine Vorgänger erachtete er die Verbindungen zu anderen Reformklöstern für sehr wichtig und knüpfte Gebetsverbrüderungen mit Amorbach und Fulda. Gleichzeitig war er politisch aktiv und bemühte sich auf der Frankfurter Synode am 24. September 1027 um die Erteilung verlorengegangener Rechte. Unter Abt Wolfher erlebte die Abtei eine erste Blüte, die sich auch auf den Ausbau des Klosters als Institution auswirkte.

### Kunst und Politik unter Abt Wolfher

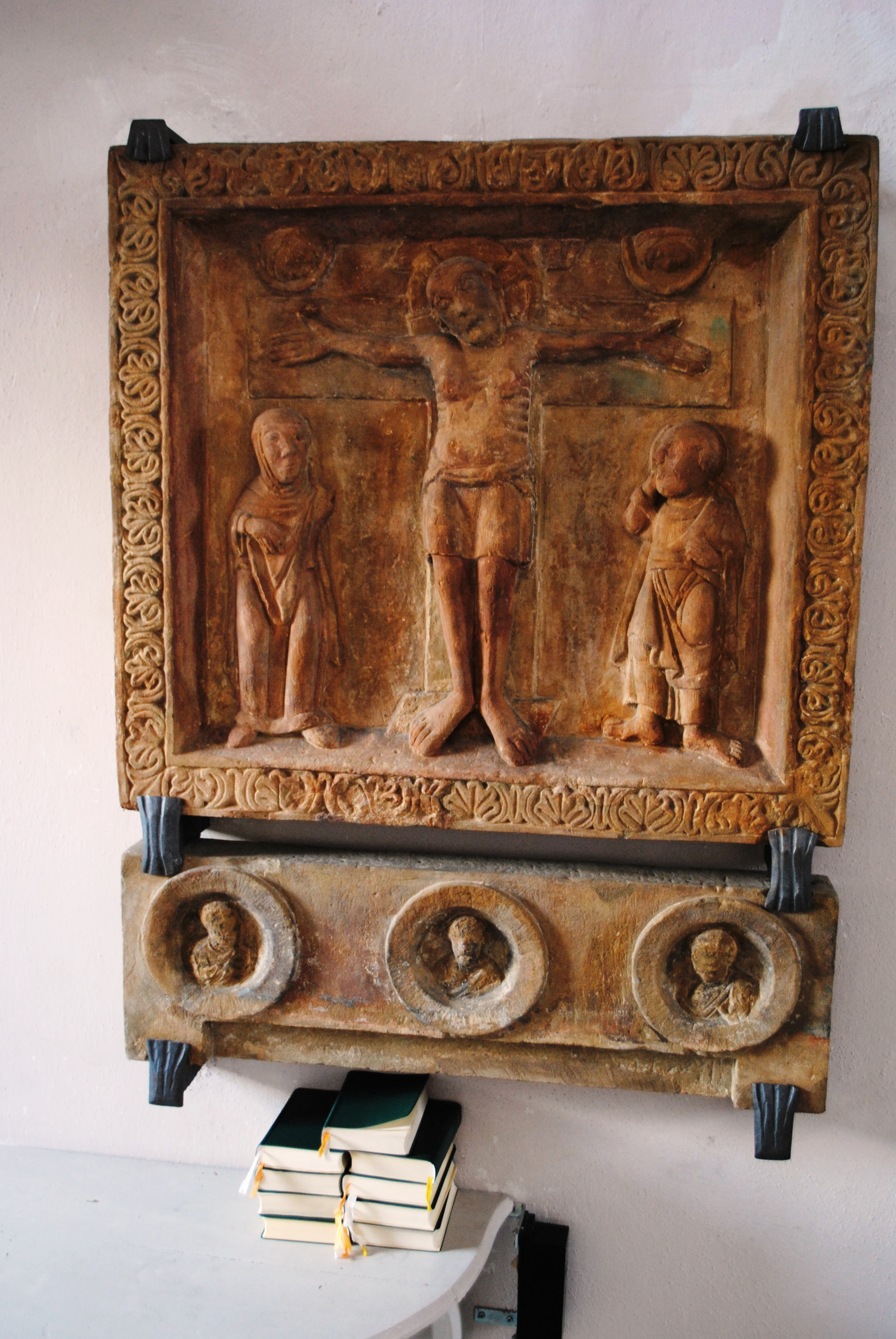
Dimbacher Kreuzigungsrelief, Sandstein, 11. Jahrhundert

Dazu trug auch bei, dass Wolfher damit begann, Bücher für die Klosterbibliothek zu verfassen bzw. eine eigene Schreibstube aufzubauen. Eine Kirchengeschichte erschien bald, die in Form einer Weltchronik die Zeit der Sachsenkönige bis zum Ende der Salier behandelte. Die erhaltenen Reste der Handschriften aus der Zeit des Abtes Wolfher werden heute in vielen großen Bibliotheken aufbewahrt, unter anderem in Yale und Kapstadt. Die wachsende Bedeutung von Münsterschwarzach wurde auch durch steigende Zahlen der Mönche unterstützt. Im Jahr 1039 zählte das Kloster bereits 39 Mönche, die allerdings keineswegs alle mit den politischen Entscheidungen ihres Abtes einverstanden waren.
Zu Beginn des 11. Jahrhunderts entstand in Münsterschwarzach wohl auch eine einflussreiche Bildhauerwerkstatt, die von den Regensburger Mönchen von St. Emmeram beeinflusst worden war. Ihr bedeutendstes, erhaltenes Werk war das Sandsteinrelief in der Kirche in Großbirkach. Ursprünglich wurde das Werk, die älteste, romanische Skulptur Frankens, als sogenannte Heidentaufe interpretiert und mit der Mission der slawischen Wenden im 9. Jahrhundert in Verbindung gebracht. Die neuere Forschung geht davon aus, dass das Relief einen wichtigen, politischen Zweck für das 11. Jahrhundert erfüllte.
Bereits mit der Schenkungsurkunde des Dracholf war der Klosterbesitz von Münsterschwarzach in Richtung Osten zum Steigerwald hin ausgerichtet. Im 11. Jahrhundert versuchte die Abtei in der lange vernachlässigten Region dann wieder Fuß zu fassen. Dazu ließ Abt Wolfher das Großbirkacher Relief als Rechtsmal anfertigen, das die Zinsleute der Abtei immer an ihre Pflichten gegenüber dem Konvent erinnern sollte. Eine Inschrift erwähnt dann auch „Wolfherus Abbas“ als Initiator.
Weniger bedeutsam ist dagegen das sogenannte Dimbacher Kreuzigungsrelief, das allerdings ebenfalls aus der Bildhauerwerkstatt von Münsterschwarzach stammt. Das Relief wurde wohl ursprünglich für die Fassade der Klosterkirche angefertigt, an der unter Wolfher weiter gebaut wurde. Zur Zeit von Wolfher wurde außerdem am 8. September 1034 eine Benediktuskapelle auf dem Klostergelände vom Würzburger Bischof Bruno eingeweiht.
Mit der Festlegung der Weihe auf den 8. September rief Wolfher eine Tradition ins Leben, die bei allen Münsterschwarzacher Kirchen von da an eingehalten wurde. Weihetag war immer der Sonntag nach dem 8. September. Mit Abt Wolfher sind auch die Reliquien der heiligen Märtyrerin Felizitas eng verbunden. Der Abt ließ für ihr Haupt einen eigenen Schrein anfertigen und etablierte die Verehrung Münsterschwarzachs als „Felizitasabtei“. Patronin des Klosters wurde die Heilige allerdings nie.

### „Schwarzacher Reform“ unter Egbert
Die Biografie des Abtes Wolfher wurde von Klosterchronisten aus späterer Zeit auch mit Zerstörungen und Katastrophen in Verbindung gebracht, wohl vor allem um die zweite Blüte der Abtei im 11. Jahrhundert bedeutsamer erscheinen zu lassen. Bereits während der Amtszeit des Wolfher wurde Adalbero von Lambach zum Bischof von Würzburg gewählt. Schnell fasste der Bischof den Plan, sein Kloster Münsterschwarzach zu einem „Musterkloster“ der Junggorzer Reform zu machen.
Dazu berief Adalbero den Mönch Egbert direkt aus dem französischen Gorze. Zusammen mit acht Mönchen erreichte Egbert 1047 den Main und begann schnell das Reformwerk umzusetzen. Er legte seinen besonderen Fokus auf die Liturgie und insbesondere den Chorgesang, der nun wieder regelmäßig praktiziert wurde. Adalbero unterstützte den Neuanfang durch die Stiftung mehrerer Güter, die er dem Kloster übergab. Schnell stieg Egbert zur „rechten Hand“ des Bischofs auf.

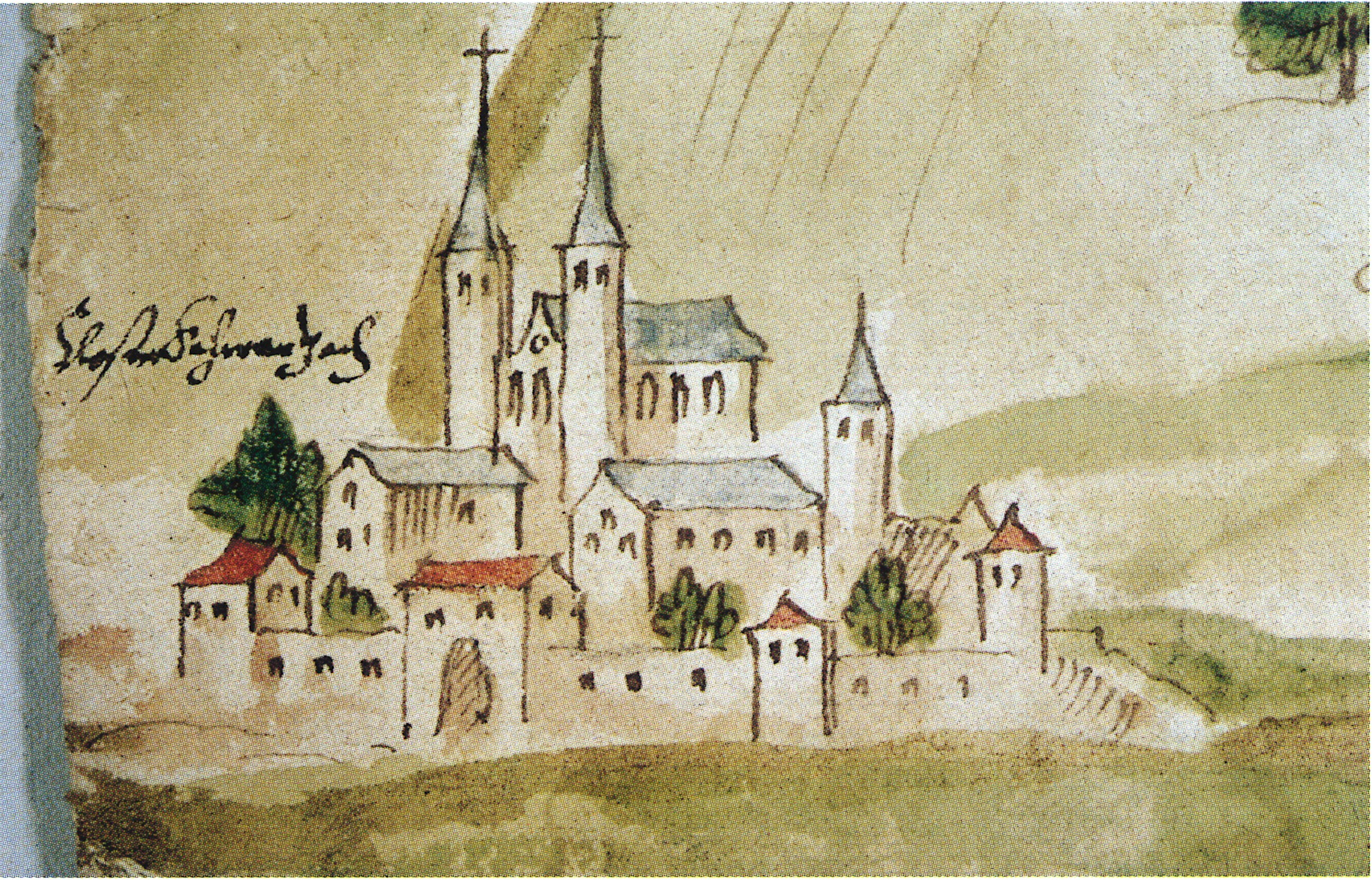
Die romanische Klosterkirche, fantasievolle Zeichnung des 16. Jahrhunderts

Neben der Liturgie stellte Egbert die Askese in den Vordergrund des mönchischen Lebens und förderte sie. Er führte aus seinem Heimatkloster stammende neue Bräuche in Münsterschwarzach ein. Die Mönche erhielten eine neue Ordenstracht und einen strikteren Tagesablauf. Mit den jungen Reformern gelangten auch wiederum mehr Bücher in die Abtei. Ein besonderes Augenmerk legte Egbert auf die Verehrung der Heiligen aus Gorze. So feierte man fortan die Heiligen Columban, Gallus und Gorgonius.
Den zwei erstgenannten wurde auch eine Leutkirche geweiht, die Egbert am Eingang des Klosters, wohl an der Stelle des heutigen Torhauses, errichten ließ und als Anlaufpunkt für die Bewohner des Klostersiedlung galt. Gleichzeitig trieb er auch den repräsentativen Ausbau der Mönchskirche voran. Während des Abbatiats des Egbert erweiterte man das Kirchenschiff. 1074 oder 1066 konnte die neue Kirche, die nun fertige Walther-Egbert-Basilika eingeweiht werden. → siehe auch: Romanische Klosterkirche
Egbert ließ für den wachsenden Konvent eine eigene Schule erbauen, die großen Ruhm erlangte. Daneben etablierte er ein Hospital auf dem Klostergelände. Die Abtei spielte auch während des Investiturstreits eine tragende Rolle, war das Hochstift Würzburg doch eines der wenigen, geistlichen Fürstentümer, das aufseiten von Papst Gregor VII. stand. Egbert gelang es auch durch eine Reise nach Rom die Exkommunikation des Bischofs Hermann von Bamberg aufzuheben. Hermann weilte noch bis zu seinem Tod in Münsterschwarzach.
Unter dem schnell als heilsmäßig verehrten Abt entwickelte sich Münsterschwarzach bald zu einem Reformkloster, das angeblich den Anstoß für die Erneuerung von 25 Klöstern gab. So reformierte man St. Michael und St. Jakob in Bamberg, setzte den Münsterschwarzacher Mönche als Abt von St. Stephan in Würzburg ein und förderte die Abteien St. Andreas in Würzburg und Neustadt am Main. Über die thüringischen und sächsischen Lande, die Klöster Ilsenburg, Huysburg und Hillersleben gelangten die Ideen bis nach Bremen. Besonderes Augenmerk legte Egbert auf die Reform des österreichischen Klosters Lambach, das eng mit der Familie des Bischofs Adalbero verbunden ist.

### Die Junggorzer und die Hirsauer Reform
Die vier Nachfolger des Egbert führten sein Reformwerk weiter. Die Anlehnung an das Hochstift Würzburg wurde noch durch die Ausrichtung einer Kilianswallfahrt zum Grab des Frankenapostels verstärkt, die den Kult des Heiligen verstärkte. Die Abtei Münsterschwarzach erwarb unter Abt Burkard I. 183 wertvolle Handschriften und fügte sie der Klosterbibliothek hinzu. Der Abt schrieb auch selbst, seine Amtszeit wurde deshalb ebenso von seinem Konvent in großen Ehren gehalten.

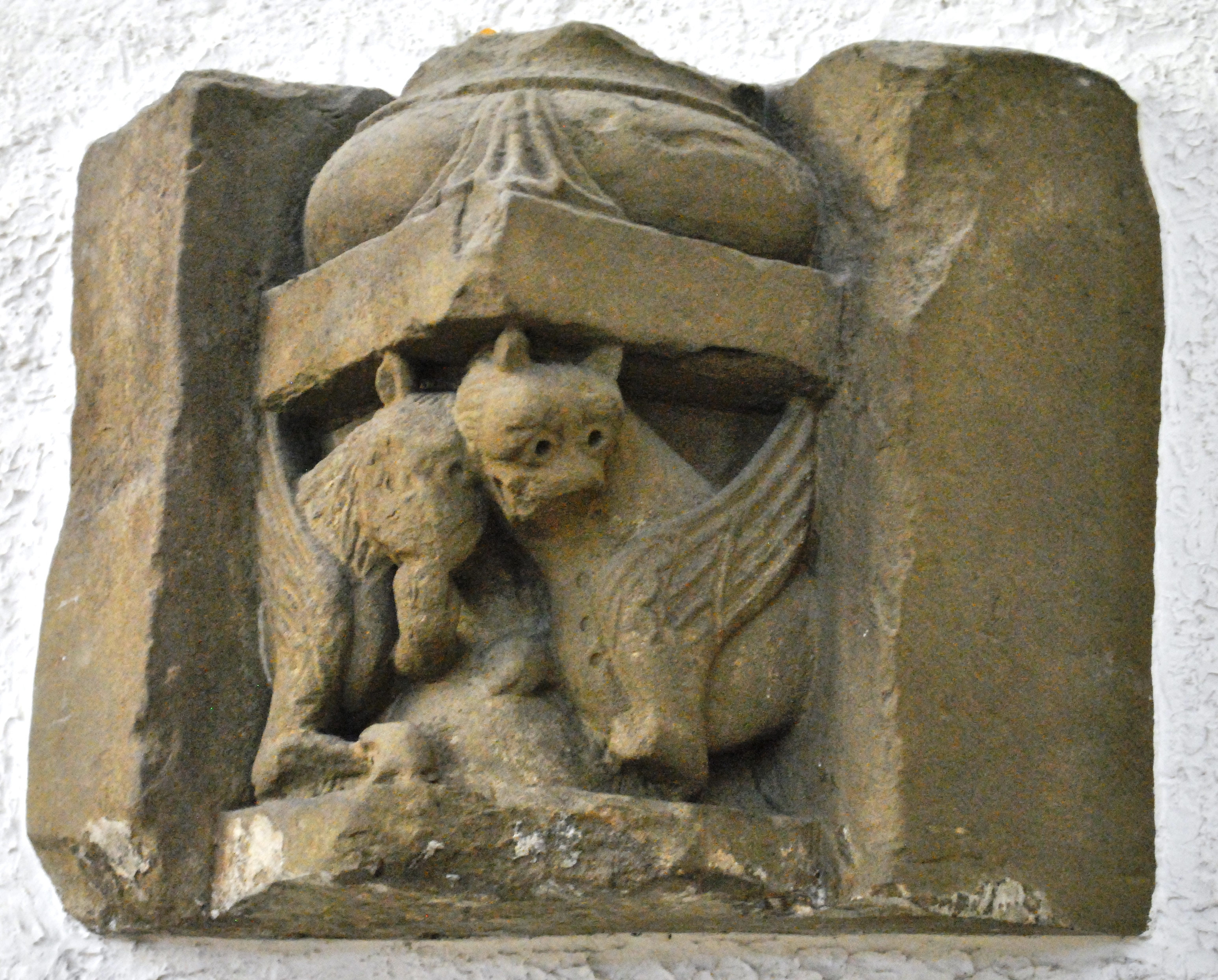
Eckstein mit zwei Greifen aus dem Paradies oder vom Kreuzgang der romanischen Klosterkirche, Spolie in der modernen Kirche

Abt Altmann ließ ebenso weiter an der Abrundung der Bibliothek arbeiten. Unter ihm gelangten vier Missalien, drei Lektionarien, zwei Sequenzbücher und andere Werke nach Münsterschwarzach, darunter das „liber etymologiarium“ des Isidor. Zu Beginn des 12. Jahrhunderts beherbergte die Abtei auch den an Aussatz erkrankten Bischof Erlung von Würzburg. Zum Dank übertrug er den Mönchen im Jahr 1115 die Pfarrei Gerlachshausen und viele Güter des Grafen Heinrich von Castell, die unter anderem im nahen Sommerach zu finden waren. 1107 nahm man auch die auf einer Reise erkrankte Klostergründerin Paulina auf, die ebenfalls in Schwarzach verstarb.
Reichsweite Aufmerksamkeit erhielt die Abtei im Jahr 1121. Damals wählten die Bischöfe von Mainz, Speyer und Worms in der Anwesenheit eines päpstlichen Legaten in Münsterschwarzach Bischof Rugger zum Würzburger Diözesan. Er konkurrierte mit dem kaisertreuen Gegenbischof Gebhard von Henneberg um die Diözese und das Hochstift. Rugger konnte niemals als Bischof in Würzburg einziehen, er starb im Jahr 1125 in der Sicherheit des Klosters.
Diese Sicherheit war durch das Aufkommen weiterer Seuchen im Inneren des Konventes bedroht. Gleich zwei Äbte erlagen in der ersten Hälfte des 12. Jahrhunderts der Pest. Mit Abt Wolfram verstarb der letzte, sogenannte Junggorzer. Inzwischen war das Kloster Hirsau zum neuen Zentrum der Klosterreform aufgestiegen und der Würzburger Bischof setzte den von dort stammenden Mönch Dietrich ein. Trotz dieser Anstrengungen blieb die Abtei aber noch bis ins 13. Jahrhundert von den Ideen des Egbert geprägt.
Dazu trugen auch die Wunder bei, die sich am Grab des legendären Abtes ereigneten. Bereits 1121 wurde ein Taubstummer am Grab des Abtes geheilt. Folgerichtig entstand dann auch ein Prunkgrab für den Abt, das im Zentrum der von ihm errichteten Klosterkirche aufgestellt wurde und neben seinen Gebeinen auch die sterblichen Überreste des Stifterpaares Megingaud und Imma sowie des Abtes Burkard I. beinhaltete. Unter Abt Gozwin erhielt die Kirche eine Vorhalle, das sogenannte „Paradies“. Außerdem begann der Bau des Kreuzgangs.
Der Ruf der Reformabtei war überregional bedeutsam, sodass 1189 Abt Gottfried, zusammen mit drei weiteren Prälaten, die Wunder prüfen durften, die sich am Grab des verehrten Bischofs Otto von Bamberg ereigneten. Gottfried verkündete schließlich die Heiligsprechung. Allerdings brachen am Ende des 12. Jahrhunderts die alten Konflikte zwischen dem lokalen Adel und dem Bischof wieder auf. Die Reformen hatten nämlich versäumt, das immer noch vorherrschende Adelsprivileg zu entfernen, sodass der gesamte Konvent adeliger Abstammung blieb.

## Spätmittelalter

### Castell und Münsterschwarzach
Das Spätmittelalter ist in Franken auch mit dem Aufstieg kleinerer Adelsgeschlechter verbunden, die versuchten einen eigenen Herrschaftsbereich aufzubauen. Im Raum zwischen Main und Steigerwald traten die Herren von Castell hervor. Ab dem 13. Jahrhundert führten sie den Titel eines Grafen und begannen damit ein eigenes Territorium aufzubauen. Dabei ist bemerkenswert, dass sich viele ihrer Besitzungen und Güter mit denen der inzwischen ausgestorbenen Mattonen deckten, weswegen die Forschung eine kognatische Verwandtschaft zwischen den beiden Adelsgeschlechtern konstruierte.
Den Grafen gelang es, ohne Kenntnis der Quellen, die Vogtei und damit die militärische Schutz- und Schirmherrschaft über die Abtei Münsterschwarzach zu erlangen, was ihren Einfluss stärkte. Allerdings blieben sie vom mächtigeren Hochstift Würzburg abhängig, das die Vogtei den Grafen großzügig als Lehen übergab. Nach dem Tod des Grafen Ludwig im Jahr 1228 kam es allerdings zu kriegerischen Auseinandersetzungen zwischen seinem Bruder Rupert II. und den Würzburger Bischöfen um die Vergabe der Vogtei.
Dabei wurde auch das Kloster Münsterschwarzach in Mitleidenschaft gezogen, dessen Baulichkeiten durch die Kämpfe in Brand gerieten. Schlussendlich mussten die Grafen zu Castell 1230 auf ihre Ansprüche auf das Kloster verzichten. Allerdings endeten damit die Auseinandersetzungen noch nicht. Zusammen mit den, aus den nördlichen Teilen des Hochstifts stammenden Hennebergern, versuchten die Grafen 1266 (Cyriakus-Schlacht) und 1282/1283 erneut den Fürstbischöfen von Würzburg entgegenzutreten. Zweimal stand auch die Abtei in Flammen.
Durch die häufigen Zerstörungen in diesen Jahrzehnten sind auch viele Quellen zur Klostergeschichte im Spätmittelalter verschwunden. Die Abtsliste des Spätmittelalters ist deshalb unsicher und wurde von der Forschung bereits mehrmals revidiert. Erst Abt Sifrid gelang es im ausgehenden 13. Jahrhundert die Zerstörungen zu beheben, die angehäuften Schulden der Abtei zu tilgen und sogar neue Rechte zu erwerben. Allerdings brach der Konvent nach seinem Tod im Jahr 1316 auseinander.

### Schismatische Abtwahlen
Die Mönche von Münsterschwarzach wählten in der nach dem Tod des Sifrid anstehenden Abtwahl mehrheitlich Konrad I. Zobel zu ihrem Vorsteher. Allerdings versuchte auch der Kaplan Konrad die Amtsgewalt über das Kloster an sich zu ziehen. Zunächst brachte er den gewählten Konrad I. zur Resignation. Nachdem der nun als Konrad II. amtierende Kaplan vom Konvent allerdings weiterhin als „intrusus“, also Eindringling bezeichnet wurde, kam es zum Konflikt. Erst die Rückkehr des Abtes Konrad I. führte zur Absetzung des Eindringlings.
Der Zusammenhalt der Mönchsgemeinschaft war auch unter den folgenden Äbten nachhaltig gestört. Viele Klostervorsteher verprassten die Klostergüter und lebten wie weltliche Adelige. Nur unter Abt Heinrich wendete man sich 1335 kurzzeitig wieder den geistlichen Dingen zu, weil dieser im Klosterdorf Dimbach eine Propstei einrichtete. Dagegen wurde Abt Konrad III., der wohl Mitglied der Adelsfamilie der Zollner von Hallburg war, von Bischof Otto II. von Würzburg bestimmt und die Mönche damit ihren Wahl-Rechten beraubt.
Am Beginn des 15. Jahrhunderts stand dann ein weiteres Schisma. Konrad IV. von Maienfels stand Albert Truchseß gegenüber, beide Männer wurden von Teilen des Konventes unterstützt. Erst eine päpstliche Kommission unter dem Vorsitz des Prager Erzbischofs Johann Očko von Wlašim löste den Streit auf und setzte Konrad IV. ein. Die tiefe Zerrissenheit des Konventes löste dieser Beschluss, der ohne die Mitwirkung der Mönche erfolgte, allerdings nicht.
Bereits in der nächsten Abtswahl traten die Probleme deutlich hervor. Abt Kraft von Buchheim genannt von Bieberehren wurde zwar von einem Großteil der Mönche gewählt und hatte sein Amt auch einige Jahre inne, allerdings riefen die Gegenkräfte innerhalb des Konventes von Münsterschwarzach dann zu Beginn des 15. Jahrhunderts einen zweiten Abt auf den Plan. Daraufhin baten die Mönche den Würzburger Bischof den nun eingesetzten Gegenabt Hildebrand Zollner zu bestätigen.
Der aus dem Kloster vertriebene Abt Kraft holte sich jedoch Unterstützung bei seinem Diözesan Johann I. von Egloffstein und kehrte mit Soldaten nach Münsterschwarzach zurück. Als Kompromiss stellte der Bischof dem aufoktroyierten Abt nun einen Wirtschafter zur Seite. Erst im Jahr 1409, nachdem wiederum Klagen über die Amtsführung von Kraft von Buchheim aufgekommen waren, wurde durch ein päpstliches Dekret Kaspar von Schaumberg mit der Abtei belehnt.

### Ansätze der Kastler Reform
Kaspar von Schaumberg agierte ähnlich wie seine Vorgänger und plünderte den Klosterbesitz aus. Diese Bereicherung nahm unter Abt Nikolaus I. von Gleißenberg bedrückend zu, der Prälat zog das Klostergut heran, um seinen aufwendigen Lebensstil zu finanzieren. Die Mönche wollten dem Niedergang ihrer Abtei entgegenwirken. Allerdings halfen die Bitten an den Würzburger Bischof nichts, weil dieser in der Bistumsmetropole gegen sein eigenes Domkapitel und die Stadtbürger Krieg führen musste. Erst 1444 wurde Gleißenberg abgesetzt und wegen seiner Verfehlungen exkommuniziert.
Nach dieser Episode sah Bischof Gottfried IV. Schenk von Limpurg die Notwendigkeit, die Benediktinerabtei zu erneuern. Er holte Mönche aus Fulda, die von der böhmisch-oberpfälzischen Kastler Reform beeinflusst, den Konvent von Münsterschwarzach reformieren sollten. Abt Johannes II. Wolf von Karsbach, der nicht zu den Neuankömmlingen gehörte, versuchte ebenfalls die Reformen umzusetzen. Er ließ das Dormitorium und das Refektorium des Klosters neu aufbauen. Die Fuldaer brachten, neben ihren Erfahrungen, auch viele Bücher mit an den Main.
Unter Johannes II. hob man auch endlich das Adelsprinzip auf, das die personelle Erneuerung des Konventes lange behindert hatte. Mit der Aufhebung erlebte Münsterschwarzach einen Anstieg der Konventualen. Insbesondere die Laienbrüder wurden mehr. Die hohen Schulden, die unter Abt Nikolaus aufgetürmt worden waren, gelang es allerdings nicht abzutragen. Der Impuls aus Fulda, Münsterschwarzach war das letzte Kloster, das von den Mönchen des Andreasklosters reformiert worden war, wirkte auch nur kurze Zeit in den Konvent.
Zu einem organisierten Zusammenschluss der Benediktinerklöster kam es im Spätmittelalter nicht, obwohl die Äbte auf dem Würzburger Provinzialkapitel des Jahres 1451 schworen, einen solchen zu gründen. Verantwortlich für diesen Vorstoß zeichnete der Kardinal Nikolaus von Kues. Bereits unter Abt Ekkehard stockten die Reformansätze. Hierzu trug auch bei, dass 1461 der sogenannte Markgrafenkrieg zwischen dem Würzburger Bischof und dem Ansbacher Markgrafen Albrecht Albrecht Achilles die erst erneuerten Bauten des Klosters vernichtete.

### Die Propstei Dimbach
Parallel zu den Entwicklungen in Münsterschwarzach, die während des 14. Jahrhunderts von einem allgemeinen Niedergang der klösterlichen Disziplin geprägt waren, gelang es dem Konvent der Abtei in Dimbach eine Propstei aufzubauen. Das Klosterdorf Dimbach lag bereits im Spätmittelalter abseits der Fernstraßen. Allerdings zog das Gnadenbild einer Pietà, die als wundertätig galt, immer wieder Wallfahrer an diesen abgelegenen Ort.
Die Äbte von Münsterschwarzach versuchten den Zulauf zu erhöhen. Trotz der Streitigkeiten innerhalb des Konventes gelang es unter Abt Johannes I. ein neues Gotteshaus zu errichten, das mit einer Länge von 35 Metern gewaltige Ausmaße hatte. Die Bemühungen um den aufstrebenden Wallfahrtsort wurden unter Abt Heinrich neuerlich verstärkt. Er richtete neben der Kirche eine ständige Niederlassung von Mönchen aus Münsterschwarzach ein, die sogenannte Propstei.
Erst 1351 wurde die Kirche dann durch den Bischof Albrecht von Würzburg ganz offiziell zu einer Propstei erhoben. Die Dimbacher Propstei wurde in den folgenden Jahrzehnten zu einem politischen Instrument für das Mutterkloster. Die Äbte belohnten verdiente Mönche mit der Verleihung des Propsteipostens, zeitweise quartierte man dort auch lebensmüde oder widerspenstige Mönche ein. Im 15. Jahrhundert diente die Propstei eine Zeit lang als Altersruhesitz für die Äbte des Klosters. Der abgesetzte Abt Hildebrand Zollner wurde mit der Propstei entschädigt.
Die Wallfahrt nach Dimbach entwickelte sich jedoch nicht so, wie die Äbte von Münsterschwarzach dies erwartet hatten. Lediglich die Klosterdörfer liefen in Prozessionen den Kultort an, eine echte Wallfahrt mit überregionalem Zulauf konnte sich nicht entwickeln. Zusätzlich wurde auch Dimbach während des Markgrafenkrieges verheert und die meisten Baulichkeiten zerstört. Die Auflösung der Propstei erfolgte dann zwischen 1470 und 1493 unter Abt Martin.

## Konfessionelles Zeitalter

### Die Bursfelder Kongregation
Abt Martin aus dem Nürnberger Kloster St. Egid war der erste nichtadelige Vorsteher von Münsterschwarzach. Er versuchte, die Reformen, die unter Abt Johannes II. begonnen worden waren, weiterzuführen. Ausgehend von der reformierten Abtei Bursfelde bei Göttingen hatten sich die Benediktinerklöster im Heiligen Römischen Reich inzwischen zusammengeschlossen. Am 24. August 1473 schickte der Abt, sein Prior Michael und der Konvent ein förmliches Aufnahmeersuchen an den Bund. Endgültig Teil der Bursfelder Kongregation wurde die Abtei erst im Jahr 1480.

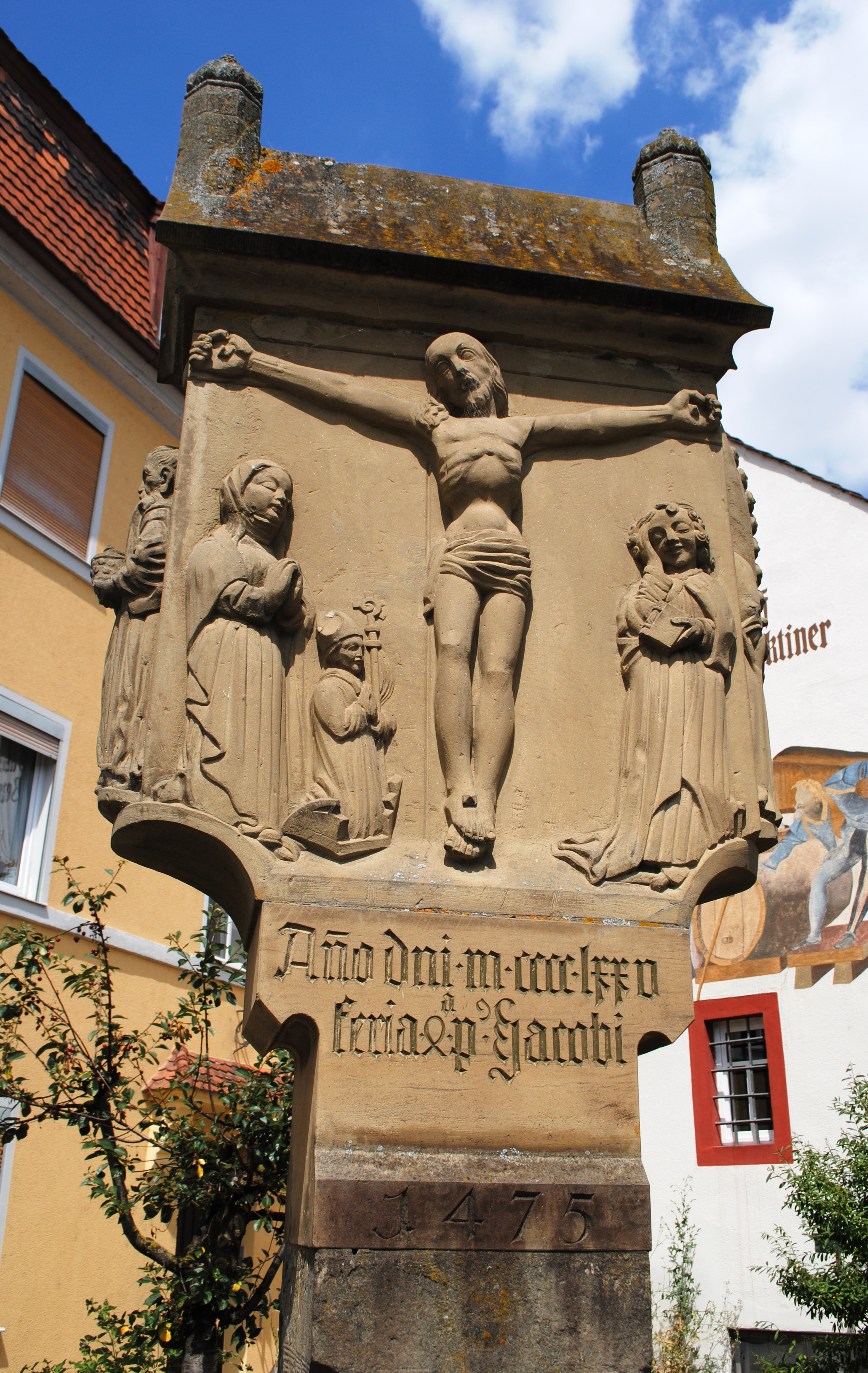
Abt Martin verewigte sich auch auf dem sogenannten Kreuzigungsbildstock vor dem Klostergelände

Der Klosterverband war straff geführt. In jährlichen Visitationen überprüfte man die Umsetzung der Reformen in den einzelnen Klöstern. Neben dem wirtschaftlichen Zustand des jeweiligen Konventes stand auch die geistliche Verfasstheit im Mittelpunkt. Dabei verloren die Einzelklöster ein Stück ihrer Autonomie, weil es den Visitatoren erlaubt wurde, radikal in die inneren Angelegenheiten der Abteien einzugreifen. Sie legten wert auf ein langes Chorgebet und die innere Abgeschiedenheit der Konvente.
Dabei stand auch die Ernährung der Mönche auf dem Prüfstand. Das strenge Fastengebot wurde durch die Anlage eines Fischteichs zwischen Stadelschwarzach und Eichfeld umgesetzt. Das Peterskloster in Erfurt als wichtiger Pfeiler für die Umsetzung der Reform entsandte den Mönch Johann von Konstanz nach 1481 als Prior an den Main. Abt Martin versuchte die Ökonomie von Münsterschwarzach wieder in Schwung zu bringen und nahm die Summe von 18.000 Gulden als Kredit auf. Von dem Geld errichtete er auch die Klostermauern neu.
Abt Martin nahm 1480, 1481 und 1491 persönlich an den Generalkapiteln des neuen Klosterbundes teil und wurde schließlich sogar zum Visitator für die fränkischen Abteien ernannt. Die Reform des Klosters erlebte allerdings auch Rückschläge. So war die „causas monasterii in Swartsack“ Thema auf dem Generalkapitel des Bundes 1485. Während einer Visitation wurden 1487 schwerwiegende Mängel aufgedeckt und Bischof Rudolf II. von Scherenberg ordnete die Umsetzung der Anordnungen an.
Unter dem Nachfolger des Martin, Abt Michael, nahmen die Beschwerden über die Abtei bei der Kongregation zu. 1501 und 1502 wurde das Kloster visitiert. Da Abt Michael weitere Schulden anhäufte und wieder Klostergüter veräußerte, kündigten sich die Äbte von Sponheim, Seligenstadt und St. Stephan in Würzburg im Jahr 1503 für eine erneute Visitation an. Daraufhin trat Michael von seinem Amt als Abt zurück. Die nachfolgende Wahl des Abtes Paulus wurde unter den Augen des Bischofs Lorenz von Bibra und der Visitatoren vorgenommen.
Nachdem Paulus bereits nach zwei Jahren der Syphilis erlag, schritten die Mönche neuerlich zur Wahl. Der Konvent war allerdings weiterhin tief gespalten, sodass schließlich drei Kandidaten die gleiche Stimmenanzahl erhielten. Die Mönche wandten sich an den Bischof von Würzburg, der Georg Wolfsbach aus dem Kloster St. Stephan in Würzburg nach Münsterschwarzach schickte. Wolfsbach war ein guter Wirtschafter und stabilisierte die finanzielle Situation für die Abtei. Zusätzlich empfing man zweimal jährlich Visitatoren der Kongregation, wobei der neugewählte Abt auch selbst an den Kapiteln des Bundes teilnahm.

### Deutscher Bauernkrieg

#### Bedingungen und Vorgeschichte
Bereits zu Beginn des 16. Jahrhunderts rumorte es in der Bevölkerung. Der Zorn wuchs wegen der steigenden Abgaben an die Grundherren und auch die Mönche von Münsterschwarzach wurden als Teil der besitzenden Grundherrenschicht betrachtet. Die Abtei stellte den Schultheißen in der Stadt Schwarzach neben dem Kloster und verwaltete über die klösterliche Vogtei einen geschlossenen Herrschaftskomplex, der die Orte Gerlachshausen, Dimbach, Düllstadt, Stadelschwarzach, Reupelsdorf, Sommerach und Nordheim umfasste. Daneben besaß der Konvent grundherrliche Rechte in 30 weiteren Orten der Umgebung.
In Franken mussten zu Beginn des 16. Jahrhunderts durchschnittlich 30 bis 40 % der Anbauprodukte als Naturalsteuern bzw. Abgaben an den jeweiligen Grundherren abgegeben werden. Daneben summierten sich weitere Steuern und Kontributionen zu einer bedrückenden Steuerlast. Dies führte zu Problemen, weil es in den Jahren 1503, 1505, 1515 und 1517 bis 1524 zu Missernten kam. Zusätzlich belasteten die in den vorhergehenden Jahrhunderten regierenden Äbte, die sich an ihren Untertanen bereicherten, das Verhältnis zwischen Konvent und Bevölkerung.
Nicht nur im Gebiet der Abtei wirkte sich dann auch die von Martin Luther angestoßene Reformation aus, die 1517 ihren Anfang nahm. Die reformatorische Lehre fasste im Hochstift Würzburg schnell Fuß. Allerdings liegen genaue Studien über die Anhänger Luthers im Herrschaftsgebiet der Abtei nicht vor. Die benachbarten Städte Dettelbach und Volkach wurden jedenfalls als „Brandherde“ der neuen Lehre bezeichnet. Beide Entwicklungen, drückende Steuerlast und neue Lehre, lösten zusammen den Deutschen Bauernkrieg als Erhebung der unteren Bevölkerungsschichten aus.
Bereits Mitte April 1525 traf Abt Georg Wolfsbach für sein Kloster erste Vorkehrungen gegen die Bauernhaufen. Er wollte eine Schutzmannschaft für das Klostergelände aus den Reihen seiner Hintersassen rekrutieren. Die Sommeracher und Nordheimer Bauern verweigerten aber die Entsendung der geforderten Männer und warnten den Abt. Die Bürger von Stadtschwarzach formulierten am 18. April zwei Beschwerdeschriften. Darin erschien das Hauptziel der Stadtbevölkerung: Die Abkehr vom Kloster und die Unterstellung unter die bischöfliche Gewalt.

#### Ereignisse während des Aufstandes
Am 24. April rief daraufhin der Abt seine Untertanen zur Abtei, um sich ihrer Loyalität zu versichern. Er versuchte die steigende Wut zu bremsen, indem er Änderungen der Missstände in Aussicht stellte und die Schuld des Konventes an den Verhältnissen betonte. Auf die ausdrückliche Erlaubnis des Würzburger Bischofs hin nahmen die Hintersassen noch am gleichen Tag die Abtei ein. In der Nacht kam es zu Ausschreitungen, die wohl auf den Alkohol in den Weinkellern zurückgeführt werden können.
Die genauen Gründe für die Einnahme der Abtei durch die Untertanen sind unklar. Wahrscheinlich wurden sie von den Stadtschwarzacher Bürgern, die am meisten Wut gegen die Mönche artikuliert hatten, gedrängt. Die Schuldfrage blieb auch nach Ende des Krieges ungeklärt. Ein Grund für die Einnahme der Abtei durch die Hintersassen könnte auch die Angst gewesen sein, die erwartete „Beute“ mit den anrückenden Bauernhaufen teilen zu müssen. Der Abt floh mit den meisten Mönchen nach Gerlachshausen und später ins Egidienkloster nach Nürnberg, während die Stadtschwarzacher ihren Bürgermeister zum neuen „Abt“ ernannten.
Am 30. April rückten die Bauern des Rothenburger Haufens aus Richtung Iphofen nach Münsterschwarzach vor. Nachdem sie die Baulichkeiten bereits weitgehend zerstört und geplündert vorfanden, legten sie neuerlich Feuer, bei dem auch die romanische Basilika in Flammen aufging. Gezielt vernichtete man jetzt das Archiv mit den verhassten Steuerlisten. Ebenso plünderten die Bauern das Klostergebiet. In Stadelschwarzach wurde der Zehnthof zerstört, in Dimbach die Baulichkeiten der Propstei und in Reupelsdorf brannte die Burg.
Die Hintersassen von Münsterschwarzach schlossen sich in den folgenden Tagen dem Volkacher Fähnlein der Bauern an und zogen mit ihnen weiter. Allerdings wurde der Bauernkrieg von den Fürsten bereits Mitte Juni 1525 niedergeschlagen. Bischof Konrad II. von Thüngen ging mit Härte gegen die Rädelsführer vor. Drei Männer aus Stadtschwarzach wurden im Zuge der Vergeltungsmaßnahmen hingerichtet. Am 24. Juni 1525 konnten der Abt mit 15 Mönchen an den Main zurückkehren. Abt Georg ließ die Untertanen einen Treueschwur ablegen.

### Abkehr von Bursfelde
Abt Georg Wolfsbach fand das Kloster weitgehend zerstört vor. Die Mönche konnten die Baulichkeiten innerhalb der Klostermauern nicht direkt beziehen, sondern wichen in die weniger getroffenen Pfarrhäuser in Stadelschwarzach bzw. Gerlachshausen aus. Der Abt wandte sich direkt nach seiner Rückkehr an die Bursfelder Kongregation, die für in Not geratene Mitglieder einen Hilfsfonds eingerichtet hatte. Allerdings blieb die Antwort der Kongregation aus, weil sehr viele Klöster durch den Bauernkrieg wirtschaftliche Einbußen erlebt hatten.
Die Bevölkerung in den Klosterdörfern, die nun wieder von den Münsterschwarzacher Mönchen betreut wurden, stand außerdem dem Konvent immer noch feindselig gegenüber. Mönche traten in Ordenskleidern nicht auf die Straße. Existenzbedrohend war auch die politischen Folgen des Aufstandes. Der niedere Adel im Hochstift Würzburg forderte nun eine Auflösung der Klöster, um die Schulden des Bischofs, die durch den Bauernkrieg angesammelt worden waren, zu tilgen.
Die Säkularisierung der Klöster scheiterte zunächst, allerdings gelang es dem Bischof als Landesherren in der Folgezeit mehr Macht über die Abtei zu erlangen. 1528 konnten die ersten Baulichkeiten auf dem Klostergelände wieder von den Mönchen bezogen werden. Im Jahr 1531 veräußerte der Abt das bisher eng an das Kloster angelehnte Stadtschwarzach an den Bischof. Die Literatur ist sich uneins, ob bei diesem Verkauf die wirtschaftliche Notlage die Hauptrolle spielte, oder die Kränkungen im Bauernkrieg zum Tragen kamen.
1535 verließ Münsterschwarzach offiziell die Bursfelder Kongregation, die Bischöfe sorgten in der Folgezeit sogar dafür, dass die Visitatoren des Klosterbundes die Abtei nicht mehr betraten. Allerdings lebten die Gewohnheiten und Bräuche noch lange weiter. Bis 1540 wurden die Kirchtürme der Walther-Egbert-Basilika neu aufgerichtet und die Klausurmauern entstanden. Am 12. September 1540 ließ Abt Nikolaus II. die renovierte Kirche einweihen. Gleichzeitig musste aber der einträgliche Zehnt aus Dettelbach verkauft werden.
Der Beginn der konfessionellen Auseinandersetzungen im Heiligen Römischen Reich fiel mit der gerade eingeleiteten Regenerationsphase Münsterschwarzachs von den Zerstörungen im Bauernkrieg zusammen. 1546 plünderten lutherische Soldaten die Klostergüter im Schmalkaldischen Krieg. Dabei wurde auch die gerade neu ausgestattete Kirche ausgeraubt. Der Konvent floh nach Würzburg ins Kloster St. Stephan. Die neu entstandenen Schäden konnten schnell wieder ausgebessert werden.

### Existenzkrise durch die Reformation
Mit der Wahl von Leonhard Gnetzamer zum Abt verbindet die Klosterhistoriographie einen neuerlichen Niedergang der Abtei, der sich diesmal vor allem aus dem Inneren des Konventes erklärt. Allerdings begann die Amtszeit von Abt Leonhard mit dem Ausbruch des Zweiten Markgrafenkrieges, der die wirtschaftliche Aufbauarbeit unterbrach. Am 13. Juni 1553 fand nahe dem Kloster mit der Schlacht von Schwarzach sogar ein Rückzugsgefecht des Markgrafen statt.
| Jahr | Professen |
| 1535 | 12        |
| 1544 | 9         |
| 1551 | 7         |

Schwerer wog allerdings der Verfall der „clösterliche[n] zucht“, der auch durch den Abt selbst verstärkt wurde. Abt Leonhard zechte und nährte damit die Vorurteile über den korrupten Mönchsstand in der Öffentlichkeit. Mit dem Beginn der Reformation fehlte es auch an klösterlichem Nachwuchs, sodass zwischen 1525 und 1534 kein einziger Mönche neu geweiht wurde. Die zuständigen Behörden des Hochstifts verzichteten auf Visitationen und steigerten lediglich die finanziellen Verpflichtungen der Klöster, die dadurch weiter ausbluteten.
Die Ausbildung des Klosternachwuchses übernahm seit den Tagen von Abt Egbert ein Schulmeister. Die Schule in Münsterschwarzach bestand auch während der Reformation weiter, 1556 wurde ein Paul Koberer aus Kronach als Schulmeister bezeugt. Allerdings schweigen die Quellen über die Qualität dieser Ausbildung. Anders als in Neustadt am Main oder Theres stieß die lutherische Lehre im Konvent von Münsterschwarzach, wohl auch durch die Existenz eines Schulmeisters, auf nur schwache Resonanz.
Immer wieder verließen im 16. Jahrhundert dennoch Mönche ihr Kloster. Lediglich im Fall Caspar Suffan (Suppan) ist nachzuweisen, dass dies wegen der Annahme der lutherischen Lehre erfolgte. Die Austritte nahmen mit dem Amtsantritt des Abtes Leonhard Gnetzamer zu, was auch auf die Konventsführung des Vorstehers zurückzuführen ist. Erst 1556 kam es zur Entfremdung zwischen dem Abt und seinem Konvent, sodass die Mönche bei Bischof Melchior Zobel um eine Visitation baten. Gnetzamer resignierte am 20. Juni 1556.

### Katholische Reform unter Johannes IV.

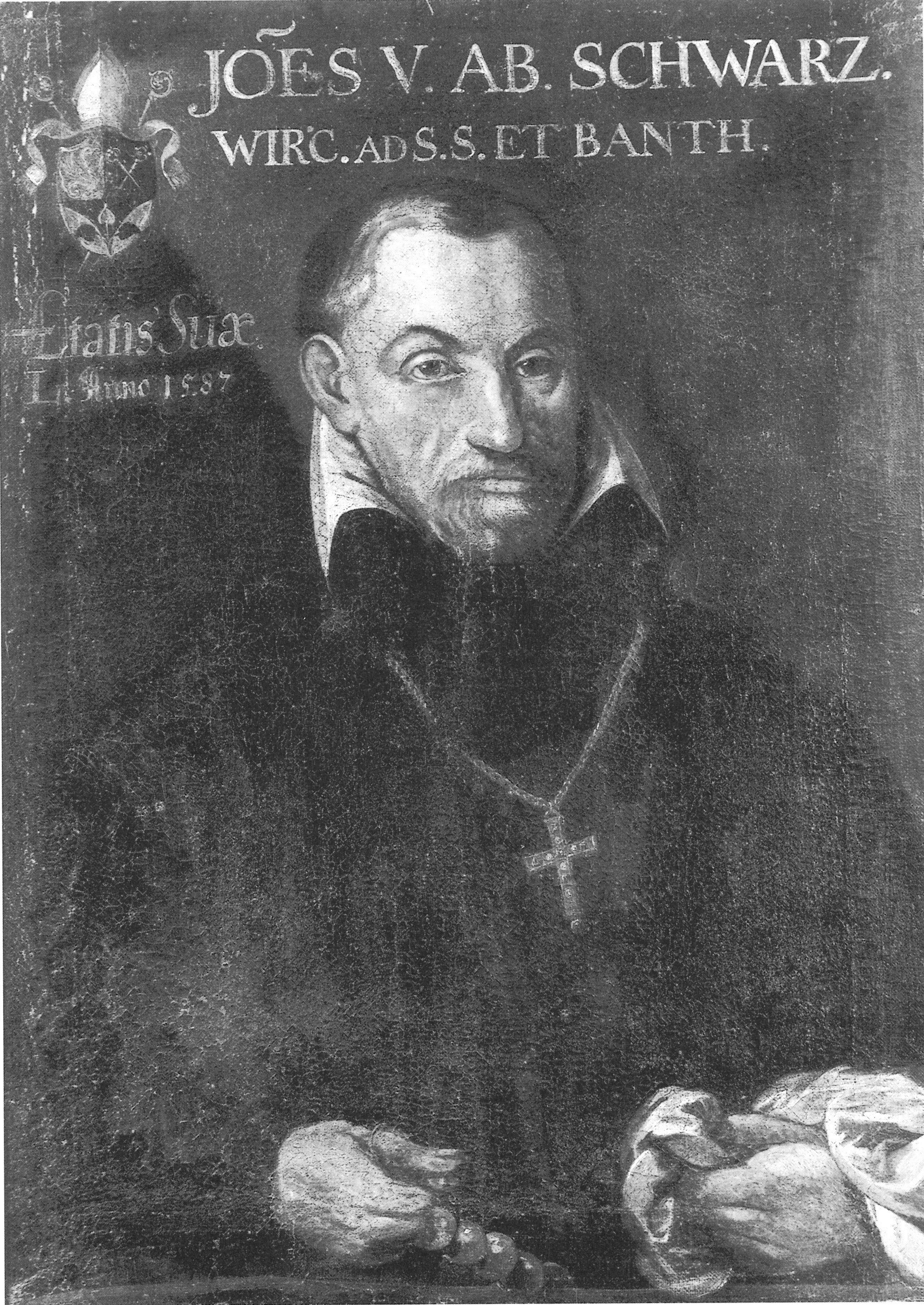
Porträt Johannes IV. Burckhardt als Abt von Schwarzach, von Banz und St. Stephan

Bereits drei Tage später wählten die Mönche seinen Nachfolger Wolfgang Zobel. Zobel stellte die Verwaltung des Klosters auf neue Füße. Dazu ernannte er seinen Prior Johannes Burckhardt zum Administrator und kümmerte sich selbst nur noch um die geistlichen Obliegenheiten und die inneren Zusammenhänge des Konventes. Der strengere Kurs führte zunächst zu Austritten einiger Kandidaten, die 1562 noch ihre niederen Weihen erhalten hatten. Unter Zobels Regie wurden auch die hohen Schulden der Abtei abgetragen.
Nach dem Tod des Wolfgang Zobel am 16. Mai 1563 wählten die Mönche den erst sechsundzwanzigjährigen Prior Johannes Burckhardt zu seinem Nachfolger als Abt. Johannes IV. Burckhardt stand der Abtei nun während der einsetzenden Katholischen Reform, der sogenannten Gegenreformation insgesamt über 34 Jahre vor. Abt Johannes IV. ist auch der erste Vorsteher Münsterschwarzachs, dessen Familiengeschichte und Herkunft durch historische Quellen ausführlich dargestellt werden kann.
| Jahr | Professen |
| 1563 | 9         |
| 1581 | 12        |
| 1598 | 17        |

Burckhardt kam mit zehn Jahren bereits in die Abtei und stieg innerhalb des kleinen Konventes schnell auf. Schon mit 17 Jahren wurde er zum Priester geweiht. Der Abt lebte die interkonfessionelle Toleranz vor, sein Bruder Georg war als protestantischer Professor in Tübingen tätig. Nichtsdestotrotz begann Burckhardt im Klostergebiet die Rekatholisierung der Bevölkerung auch gewaltsam voranzutreiben, vor allem in Gerlachshausen gelang ihm dies umfassend.
Bis 1581 waren die Schulden der Abtei abbezahlt und Johannes IV. begann für sein Kloster neue Güter zu erwerben. Damit legte er den Grundstock für das geschlossene Herrschaftsgebiet der Abtei, das aus insgesamt sieben echten Klosterdörfern und mehreren weiteren Gütern bestand. Erst durch die Säkularisation wurde dieses Areal zerschlagen. Im Klosterdorf Sommerach gelang es Abt und Konvent sogar eine Almosenstiftung aufzubauen.
Bemüht war Johannes IV. Burckhardt auch um die geistliche Reform im Inneren des Mönchskonventes. Im Zentrum seiner Erneuerung stand das Chorgebet, das die Mönche an ihre tägliche Pflichterfüllung erinnern sollte. Täglich wurde die Messe gefeiert, wöchentlich hielt Burckhardt eine geistliche Ansprache für seine Mönche. Eine vom Würzburger Fürstbischof Julius Echter von Mespelbrunn initiierte Visitation im Jahr 1583 blieb ohne Beanstandungen der Amtsführung.
Bischof Echter machte Abt Johannes zu einem wichtigen Baustein seiner Reformpolitik, die das ganze Hochstift erfasste. Nacheinander wurde der Abt auch zum Vorsteher von Banz und St. Stephan in Würzburg gemacht. In Münsterschwarzach nahm Burckhardt auch die Nachwuchsausbildung in die Hand. Die Wiedergründung der Universität Würzburg ermöglichte vielen Professen das Studium in der nahen Metropole. Für das Kloster ließ Abt Johannes einen Globus anschaffen, die Bibliothek aufstocken und die im Bauernkrieg vernichteten Salbücher neu abfassen.
Der Tod des Prälaten beendete die begonnenen Reformanstrengungen nicht, weil auch seine Nachfolger von der katholischen Reform geprägt waren. Abt Johannes V. Krug ließ eine neue Amtswohnung für den amtierenden Abt errichten, während Johannes IV. in einer ärmlichen Hütte gehaust hatte. Unter seiner Amtszeit wurde auch die Pfarrkirche in Schwarzenau eingeweiht, die fortan von Mönchen aus Münsterschwarzach betreut wurde. Erst mit dem Beginn des Dreißigjährigen Krieges geriet die Erneuerung ins Stocken.

### Dreißigjähriger Krieg

#### Die ersten zehn Kriegsjahre
Noch im Jahr 1618 wirkte sich der Krieg nicht unmittelbar auf die Abtei aus. Der Abt weihte den sogenannten Echterturm der Ägidiuskirche in Gerlachshausen ein, der mit seinem Spitzhelm von den Bemühungen um die Gegenreformation zeugte. Allerdings wurde durch die kriegerischen Auseinandersetzungen in den folgenden Jahren die Inflation in die Höhe getrieben, sodass das Kloster verarmte. Zusätzlich ließ Bischof Johann Gottfried I. von Aschhausen die Steuern um 100 % erhöhen.
Direkte Auswirkungen auf die Abtei und ihr Umland hatte der Krieg erstmals im Jahr 1622. Damals zogen ausländische Soldaten, Polen, Ungarn und Kroaten durch Mainfranken und verwüsteten die Siedlungen, um an Lebensmittel zu kommen. Dabei war es unerheblich, ob die Armeen evangelischen Heerführern folgten oder für den katholischen Kaiser zogen. Besonders die goldenen Gefäße der Pfarrkirchen, die in der Liturgie gebraucht wurden, nahmen die Soldaten an sich und schmolzen sie ein.
Schnell entstand ein Lebensmittelmangel, der durch die ständigen Durchmärsche ausgelöst wurde. Verstärkt wurde dieser noch durch eine Missernte, die von einem Hagelsturm ausgelöst worden war. Der Abt Johannes VI. Martin musste 1622 erstmals Lebensmittel zukaufen. Gleichzeitig versuchte er seinen Konvent durch den Zukauf von zwei Kanonen und einem Zentner Schießpulver schützen. Die Tore wurden fortan bewacht, ebenso patrouillierten Wachtposten auf den Türmen der Klostermauer.
Ab 1625 spitzte sich die Versorgungslage zu. Hierzu trug auch bei, dass Abt Johannes VI. im Prunk lebte und viele Geschenke an ortsfremde Boten und Kuriere vergab, die der Abtei fehlten. Abt Johannes weilte auch häufig außerhalb Münsterschwarzachs, weil er seine angegriffene Gesundheit mit teuren Kuren behandeln wollte. 1626 wurde durch Frost die gesamte Ernte vernichtet, die stetigen Kriegszüge verschärften die Notsituation noch weiter.
Die Folge war eine innere Spaltung des Konvents von Münsterschwarzach. Die Mönche, die den Abt an allem Unglück die Schuld gaben, rebellierten im Jahr 1627 offen gegen ihren Vorsteher. Daraufhin setzte der Würzburger Bischof Philipp Adolf von Ehrenberg eine Kommission ein, die die Unstimmigkeiten überprüfte. Abt Johannes VI. wurde schließlich emeritiert und der Bischof setzte William Ogilbay, den Vorsteher des Würzburger Schottenklosters zum Interims-Vorsteher ein.

#### Schwedische Eroberung
Auf Druck des Diözesans wählten die Mönche im August 1628 Johannes Kassian Speiser zum neuen Abt. Das Jahr 1629 begann Speiser mit der Abtragung der hohen Schulden. Trotz Krieg und schlechter wirtschaftlicher Lage, gelang es ihm, 4000 Gulden abzubauen. Im Jahr 1630 ließ der Abt im Klosterort Dimbach eine Rosenkranzbruderschaft gründen, deren zentraler Versammlungsort die Kirche Maria de Rosario war. Hierdurch förderte Johannes Kassian die Volksfrömmigkeit im Gebiet, das dem Kloster unterstellt war.
Die vielversprechenden Ansätze wurden im Jahr 1631 allerdings abrupt unterbrochen. Die protestantischen Schweden unter ihrem König Gustav II. Adolf waren bis nach Würzburg vorgerückt und nahmen die Metropole des Bistums nach einer Belagerung ein. Die Eroberer begannen die Landgebiete des Hochstifts unter ihre Verwaltung zu stellen. Abt Johannes Kassian flüchtete bereits kurz nach der Einnahme Würzburgs nach Tirol, der Konvent zerstreute sich schnell.
Die Schweden zentralisierten die Verwaltung des Hochstifts, Münsterschwarzach wurde der Hauptmannschaft Gerolzhofen unterstellt. Das Kloster und seine Güter wurden einem schwedischen Verwalter unterstellt. Der Sachse Simon Jäger erhielt als Jahressalär 140 Gulden von der Regierung und begann, um zusätzliche Gelder abzuzweigen das Kloster auszubeuten. Die Untertanen in den Klosterdörfern verwüsteten inzwischen die herrschaftlichen Baulichkeiten und begannen Holz im Klosterforst zwischen Gerlachshausen und Sommerach zu schlagen.
Am 10. Juni 1633 übergab der schwedische König das aufgelöste Hochstift als Herzogtum Franken an die verdienten Feldherren Ernst und Bernhard von Sachsen-Weimar. Die Herzöge planten langfristiger mit ihren neuen Gebieten und setzten auch einen neuen Klosterverwalter ein. Lucas Böhm (auch Beheimb, Behem, Behm) stammte aus Rothenburg ob der Tauber und wirtschaftete vorausschauender. So lobten sogar die katholischen Chronisten der Abtei das Wirken des lutherischen Verwalters.
Im Konvent weilten zu diesem Zeitpunkt lediglich noch zwei Mönche. Johannes Engel wurde gefoltert und verriet schließlich den Schweden das Geldversteck, das in der Krypta unterhalb der Klosterkirche eingerichtet worden war. 1634 entsandte Abt Johannes Kassian einen Untergebenen aus seinem Exil an den Main. Dieser berichtete, dass die Abtei ein Absteigequartier für Soldaten beider Lager sei und die Weinberge nicht bebaut wurden. Die Nachrichten an den Abt waren allerdings übertrieben, nach der Rückkehr fanden die Mönche die Baulichkeiten der Abtei intakt vor und auch die Rechnungsbücher waren in ihrer Abwesenheit von der Zwischenregierung weiter geführt worden.
Die Klosterdörfer selbst wurden unterschiedlich von den Kriegseinwirkungen getroffen. Zwar waren die großen Dörfer Nordheim, Sommerach und Stadelschwarzach 1634 noch intakt, allerdings litten die kleineren Ansiedlungen wesentlich stärker unter der ständigen Kriegsgefahr. Am Ende des Krieges waren Dimbach, Düllstadt und Reupelsdorf vollständig verlassen und die Felder wurden nicht mehr bebaut. Die Bevölkerung im Abteigebiet war ausgedünnt und die Dörfer waren auf die reine Subsistenzwirtschaft angewiesen.

#### 1634 bis 1648
Nach der Niederlage des schwedischen Heeres in der Schlacht bei Nördlingen im November 1634 kehrte der Abt und seine Bediensteten nach Mainfranken zurück, das wieder der Herrschaft der Fürstbischöfe unterstellt wurde. Der Krieg ging jedoch weiter und Johannes Kassian quartierte sich im Schottenkloster im Würzburger Mainviertel ein, wo er sich sicherer fühlte. Der Prälat hatte in seinem Exil hohe Schulden aufgehäuft, die der verarmte Konvent nicht mehr zurückzahlen konnte. Abt Johannes Kassian starb 1640 in Münsterschwarzach.
Der neue Abt Nikolaus III. Molitor wurde von insgesamt fünf Mönchen gewählt. Der Abt verstarb allerdings bereits kurz nach der Weihe und die nun notwendige, neuerliche Wahl belastete den Konvent finanziell. Neuer Vorsteher wurde nun Silvanus Speht, der als Pfarrer die Untertanen im Klosterdorf Nordheim betreut hatte. Diese Form der Finanzierung war in Kriegszeiten nicht unüblich. Die Mönche von Münsterschwarzach lebten von den Einkünften als Pfarrer in den Klosterorten.
1645 versuchte der Würzburger Fürstbischof Johann Philipp von Schönborn die klösterliche Disziplin durch eine Visitation wieder herzustellen. Dabei wurde deutlich, dass die Mönche nicht mehr im Kloster selbst, sondern in den jeweiligen Pfarrhäusern lebten. Das Kloster war Anlaufpunkt für Verzweifelte, die in den Baulichkeiten ihre letzte Habe versteckten. Zugleich nahm man allerdings auch immer wieder neue Novizen auf. Der Unterricht an der klostereigenen Schule war eingestellt und die Klosterbibliothek weitgehend zerschlagen, wobei man die wertvollsten Bände zu Beginn des Krieges vergraben hatte.
Nach dem frühen Tod des Abtes Silvanus setzte der Bischof selbst einen geeigneten Nachfolger ein. Er installierte Remigius Winckel an der Spitze des Klosters, der bereits als Abt von Sponheim im Pfälzischen gewirkt hatte. Er vertrat den kleinen Konvent wesentlich selbstbewusster als seine Vorgänger. Abt Remigius gelang es 1646 sogar, eine schwedische Wache für Münsterschwarzach von General Wrangel zu erhalten. Noch im Friedensjahr 1648 blieb Münsterschwarzach von feindlichen Plünderungen bedroht, die Abt Remigius mit diplomatischem Geschick jedoch verhinderte.

## Barock und Aufklärung

### Wiederaufbau nach dem Krieg
Nach der Verkündung des Westfälischen Friedens im Oktober 1648 lag die Wirtschaft des Klosters am Boden. Abt Remigius bemühte sich zunächst um die Besiedlung der verlassenen Dörfer im Machtbereich der Abtei. Hierzu verpachtete oder verkaufte er die Immobilien, die sein Kloster in den einzelnen Orten besaß an herumziehende Flüchtlinge. Dieses geplante Neuansiedlungs-Programm führte dazu, dass bis in die 1650er Jahre wieder jedes Haus im Umland des Klosters bewohnt war.
Die darniederliegende Organisation innerhalb der Dorfgemeinschaften wurde ebenfalls wieder auf neue Füße gestellt. Die Orte erhielten wieder klösterliche Schultheißen und wählten neue Gemeinderäte. Die Dorfordnungen, die das Zusammenleben geregelt hatten, wurden vom Prälaten reaktiviert. Zugleich begann man wieder damit, Gericht in der Abtei zu halten. Die klösterliche Wirtschaft wurde durch die Arbeit des Abtes ebenso unterstützt.
Dazu führte Abt Remigius neue Viehsorten ein und füllte die Bestände der Schafherde auf. Zusätzlich wurde die Klostermühle vom Prälaten wieder aufgebaut und die überwachsenen Fischteiche repariert. 1652 wurde das heute noch erhaltene Torhaus fertiggestellt, das der Abt beim Architekten Andreas Toniolus für 600 Gulden in Auftrag gegeben hatte. Inzwischen füllte sich der Konvent wieder mit Mönchen, die auf Geheiß der Bischöfe zum Studieren nach Würzburg gesandt wurden. Beim Tod des Abtes lebten wieder zwölf Mönche im Kloster.
Sein Nachfolger Benedikt II. Weidenbusch war mit seinen 22 Jahren zu Beginn seiner Amtszeit noch nicht einmal Priester und wurde deshalb vom Bischof zunächst nur zum Administrator ernannt. Da die Abtei und ihre Untertanen in der zweiten Hälfte des 17. Jahrhunderts gute Ernten einfuhren, konnte Weidenbusch die Abgaben an das Kloster neu festschreiben lassen. Diese Anhebung passierte in Rücksprache mit den Bewohnern, weil die Münsterschwarzacher Mönche nach wie vor als Priester und Seelsorger in den Orten selbst dienten.
Abt Benedikt legte besonderen Wert auf die wissenschaftliche Ausbildung seiner Mönche und ließ sie an den Universitäten Würzburg, aber auch Salzburg, Köln und Douai studieren. Mehrere Konventsmitglieder wurden angesehene Männer der Wissenschaft, so der Mathematiker Gottfried Böhm und der Philosophieprofessor Anselm Ambling. Weidenbusch verfasste auch neue Statuten, die sich eng an die der Bursfelder Kongregation anlehnten, wenn Münsterschwarzach auch nie wieder dem Klosterbund beitrat. Zusätzlich überprüfte er die innere Standfestigkeit der jüngeren Professen und festigte die klösterliche Disziplin.

### Förderung des Weinbaus
Bereits im Jahr 1666 brachten die Weinberge der Abtei erstmals seit Jahrzehnten nach Qualität und Quantität einen Jahrhundertwein hervor. Die Lage Münsterschwarzachs am Rande der Volkacher Mainschleife, die bereits seit dem Frühmittelalter als Zentrum des fränkischen Weinbaus gelten kann, spielte innerhalb der Geschichte für die Wirtschaft des Konventes eine große Rolle. Nach dem Dreißigjährigen Krieg kam es zu einer wahren Blüte des Weinanbaus, von dem auch das Kloster profitierte.
Der Nachfolger des Benedikt II. Weidenbusch, Abt Plazidus I. Büchs, konnte dann auch die Schulden des Klosters weitgehend tilgen und die (Wein-)Wirtschaft des Klosters auf neue Füße stellen. Im Jahr 1674 gelang Büchs die Versorgung des im Abteigebiet stehenden Kurfürsten Friedrich Wilhelm von Brandenburg, der 1000 Soldaten verpflegen musste. Dabei wurde auch der eingelagerte Jahrhundertwein ausgeschenkt. Weitere gute Ernten in den 1670er Jahren förderten das Aufblühen des monastischen Lebens.
Der Wein wurde von den Mönchen vielfältig verwendet. Zum einen war er Tischgetränk, man griff nur im Notfall auf Bier zurück. Zum anderen wurde er für Almosenspenden verwandt. Unverzichtbar war der Wein auch für die Liturgie. Man verwendete den Wein als Zahlungsmittel oder erzielte durch den Verkauf von Wein hohe Gewinne. Die Mönche von Münsterschwarzach bauten selbst Wein an und profitierten von ihrem Streubesitz in verschiedenen klimatischen Arealen, der sich bis Kirchschönbach im Steigerwaldvorland erstreckte.
| Jahr | Preis                       |
| 1684 | 400 Imperialen (480 Gulden) |
| 1688 | 135 Imperialen (162 Gulden) |
| 1693 | 300 Imperialen (360 Gulden) |
| 1695 | 24 Imperialen (28,8 Gulden) |

Daneben holte man sich Wein aus den Klosterdörfern, indem man die Naturalsteuern einzog. Besonders hoch besteuert wurden die beiden reinen Weinbauorte Nordheim und Sommerach, die während der Lese den Weinzehnt an die Mönche abzugeben hatten. Die Bedeutung der Lese für die Wirtschaft der Abtei verdeutlichen die Berichte von Äbten, die während dieser Zeit in den Klosterorten weilten und die Ernte, sowie die Abgabe der Steuern überwachten. Neben den Steuern hatte man ein dichtes Regelwerk erlassen, das den Anbau und die Lese reglementierten.
Im 18. Jahrhundert unter Abt Plazidus Büchs entwickelten sich die Zehnthöfe und -keller zu wahren Repräsentationsbauten, die den Reichtum der Abtei nach außen trugen. Insbesondere die Zehnthöfe in Sommerach und Nordheim wurden aus- und umgebaut. Hierbei erweiterte man auch die Keller für die Weinaufbewahrung, sodass 1688 auf einer Gesamtfläche von 457 m² insgesamt 361 Fuder Wein gelagert werden konnten. Neben den beiden großen Weinorten hatte man auch die Kapazitäten in Münsterschwarzach selbst aufgestockt.
Den allgemeinen Aufschwung konnte auch ein Feuer nicht bremsen, das am 18. Oktober 1677 im Kloster ausbrach und dem mehrere Scheunen und ein Viehstall zum Opfer fielen. Der Brand fiel in die Zeit der Novizeneinkleidung, die dennoch ihr Mönchsgewand erhielten. Bereits im Juni 1678 wurde Richtfest gefeiert, die neuen Scheunen von Baumeister Simon Feiertag waren fertig. 1690 begann Abt Plazidus mit der Renovierung des Kreuzgangs. Die Maßnahmen bildeten den Auftakt zu einem Umbau des gesamten Klosterareals in den folgenden Jahrzehnten.

### Barocker Klosterumbau
Bereits zu Lebzeiten des Abtes war es zu Konflikten innerhalb des Mönchkonventes gekommen, die von einer personellen Unzufriedenheit wegen der Auswahl des Klosterpriors herrührten. Nach dem Tod des Plazidus Büchs im Jahr 1691 entsandte Bischof Guttenberg deshalb mehrere Visitatoren unter dem Schottenabt Ambrosius nach Münsterschwarzach. Der auswärtige Abt kritisierte den baulichen Zustand der Klosterkirche, die noch aus dem 11. Jahrhundert stammte und überwachte dann die Wahl des neuen Abtes und bisherigen Priors Augustin Voit.

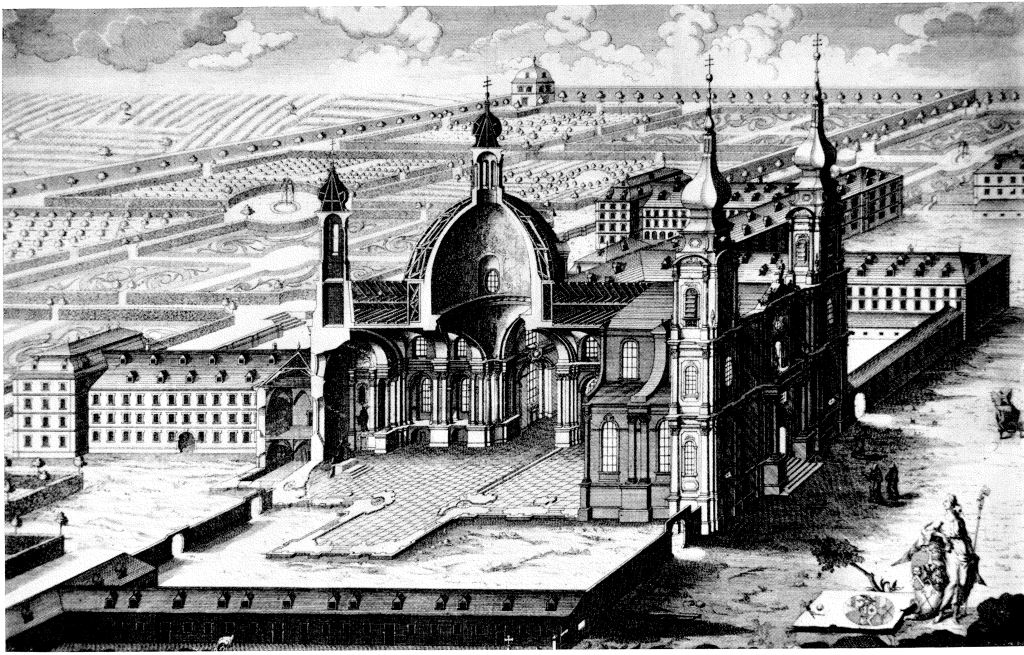
Aufriss der Klosterkirche Balthasar Neumanns, im Hintergrund die anderen Baulichkeiten, Kupferstich 1743

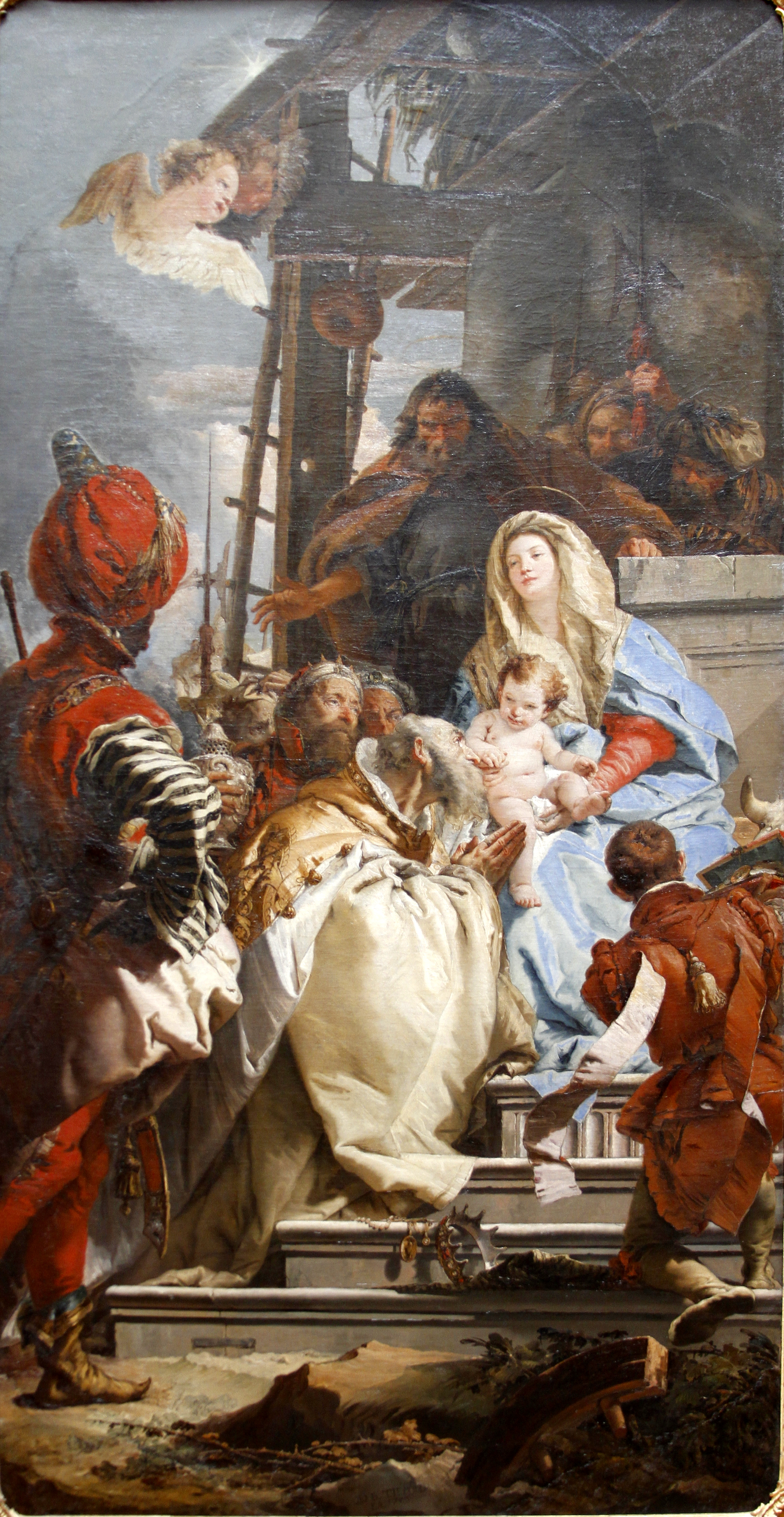
Die Anbetung der Könige von Giovanni Battista Tiepolo, heute in der Alten Pinakothek München

Unter Voit nahm die barocke Umgestaltung der Klosterbaulichkeiten ihren Anfang. Zunächst ließ er die alte Walther-Egbert-Basilika renovieren und mit barocken Altären ausstatten. Ende Februar 1696 tauchte dann erstmals der Architekt Valentino Pezzani im Zusammenhang mit einem Neubau der Klosterbauten in Münsterschwarzach auf. Wahrscheinlich war zu diesem frühen Zeitpunkt unklar, wie weit die Erneuerungen das Kloster betreffen sollten, ob die Klosterkirche selbst ersetzt werden musste. Zunächst arbeitete der Architekt am Gastbau der Abtei.
In zwei Bauabschnitten wurde der Gastbau fertiggestellt, der nun eng mit dem Kreuzgang im Süden der Kirche zusammenhing. Pezzani baute noch bis 1701, zeitweise als Generalunternehmer, an den Baulichkeiten der Abtei weiter. Entstanden war schließlich ein L-förmiges Gebäudeensemble, dass sich aus Prälatenbau, Kreuzganggebäude und Gastbau zusammensetzte. Insbesondere der mächtige, dreigeschossige Prälatenbau prägte das Klostergelände nachhaltig.
Trotz dieser Umbaumaßnahmen bestimmten auch weiterhin die Kriege im Heiligen Römischen Reich die Politik der Äbte mit. Durch die wirtschaftlichen Auswirkungen des Pfälzischen Erbfolgekrieges verarmten die Untertanen und der Abt leistete Geld- und Getreidespenden. Zugleich nahm man im Kloster selbst das Studium für die Novizen wieder auf, wobei der emeritierte Salzburger Professor Pater Heinrich Heinlein die klostereigene Hochschule neu etablierte. Zeitgleich wirkte auch der Musiker und Komponist Marianus Baal im Konvent.
Die Neubaumaßnahmen wurden unter Voits Nachfolger Bernhard Reyder weitgehend unterbrochen. Erst nach einer Visitation im Jahr 1712 konnte man einen Bamberger Architekten, wohl Johann Dientzenhofer gewinnen, einen Gesamtplan für die Umgestaltung Münsterschwarzachs zu zeichnen. 1718 holte Abt Januarius Schwab den Würzburger Architekten Joseph Greissing ins Kloster. Noch im gleichen Jahr wurde der Chor der Egbert-Basilika abgerissen, weil nun auch die Klosterkirche in die Umbaumaßnahmen mit einbezogen wurde.
Greissing bezog die Baulichkeiten Pezzanis in seine Überlegungen mit ein und vollendete bis 1724/1725 schließlich die sogenannte Tricliniumsanlage der Klosterbaulichkeiten. Das Kreuzganggebäude Pezzanis wurde um einen großen Pavillon erweitert, östlich der Kirche entstand der Nordflügel. Sein Pendant, der Südflügel wurde auch als „Krankenbau“ bezeichnet. Die Baulichkeiten gruppierten sich um einen Ehrenhof. Kirche und Gastbau blieben während dieser Bauphase weiter westlich bestehen. Für die Innenausstattung der Baulichkeiten konnten namhafte Künstler wie Johann Adam Remele, Johann Bayerna und Johann Georg Neßtfell gewonnen werden.
Unklar ist, welche Pläne Joseph Greissing für die Kirche vorgesehen hatte. Er starb 1721 und der Konvent entschied sich schließlich, die Bauarbeiten von seinem Schüler Balthasar Neumann fortführen zu lassen. Die neue Klosterkirche erhielt 1727 ihren Grundstein, am 8. September 1743 konnte der Bau schließlich eingeweiht werden. Neumann errichtete einen der höchsten, sakralen Innenräume im Heiligen Römischen Reich, eine 52 m hohe Kuppel bildete den Abschluss. Die Kirche wurde von den größten Künstlern ihrer Zeit ausgestattet, wobei die „Anbetung der Könige“ als Altarblatt von Giovanni Battista Tiepolo einen der Höhepunkte bildete. → siehe auch: Barocke Klosterkirche
Die Kirche bildete nicht den Abschluss der Bauphase. Noch im Jahr 1743 wurde mit Balthasar Neumann ein Vertrag über die Wirtschaftsgebäude abgeschlossen. Zwischen 1744 und 1749 wuchs dann der „Mühlenbau“, die barocke Klostermühle empor. Ein Jahr später nahm das imposante Bauwerk den Betrieb auf. Die Front wurde nie verputzt, weil neuerlicher Krieg die Bauarbeiten unterbrach. Im Siebenjährigen Krieg ließ der aus dem benachbarten Volkach stammende Abt Christophorus Balbus die Abtei durch 100 österreichische Husaren schützen. In den 1760er Jahren wurde die Abtei dennoch von den Preußen geplündert, die auch einige Mönche als Geiseln nahmen.

### Die letzten vier Äbte des alten Klosters
Während des ausgehenden 18. Jahrhunderts erlebte die Abtei eine letzte Blüte. Die Quellen dieser Zeit wurden allerdings beim verheerenden Luftangriff auf Würzburg 1945 vernichtet, sodass kaum Informationen vorliegen. Der spätere Abt Sebastian Cönen hielt während der Umbaumaßnahmen Vorlesungen in Theologie inmitten der Baustelle. Abt Dominikus Otto erlebte das Aufkommen der Aufklärung als geistesgeschichtliche Strömung auch auf dem Gebiet der Abtei. Die Aufklärung, die Vertreter aus den unterschiedlichsten Gesellschaftsschichten rekrutierte, bekämpfte die Klöster, weil sie auf die alten, ständischen Lebensformen Wert legten.
In Österreich begann Kaiser Joseph II. in großem Maßstab Klöster zu säkularisieren und die ausgedehnten Besitzungen für die anwachsenden Staatsausgaben zu nutzen. Im Hochstift Würzburg, in dem die Bischöfe nach wie vor auch über die Abtei Münsterschwarzach herrschten, isolierte man die Konvente zusehends. Bereits in den Jahrhunderten zuvor waren die Mönche gezwungen worden, aus den überregionalen Zusammenschlüssen auszutreten. Damit fehlte aber der theologische Erneuerungswillen, der immer durch Austausch mit anderen zustande gekommen war.
Mit Ludwig Beck stand ab den 1770er Jahren der Abtei ein Mann der Wissenschaft vor, der in Fulda den Lehrstuhl für Kirchenrecht innegehabt hatte. Allerdings sorgte sich der Abt nicht um die dringend notwendigen Veränderungen, sondern förderte einseitig die Wissenschaft. Die Sorge um das Kloster führte zu ständigen Visitationen durch den Bischof von Würzburg, 1778 kamen sogar die Beamten des Erzbischofs von Mainz nach Münsterschwarzach.
Um den wirtschaftlichen Niedergang aufzuhalten, ernannte Bischof Franz Ludwig von Erthal den bisherigen Cellerar und größten klosterinternen Konkurrenten Becks, Judas Thaddäus Sigerst, zum „Oberhaushälter“. Schließlich stieg Sigerst 1794 selbst zum Abt auf. Bereits 1793 hatten im Ersten Koalitionskrieg über 300 französische Soldaten in der Klosterkirche Quartier bezogen. 1794 erwehrte man sich der kaiserlichen Truppen, die in den Räumlichkeiten ein Lazarett einrichten wollten. Ab 1800 nahmen die jährlichen Durchmärsche insbesondere französischer Soldaten weiter zu.

## Neuzeit

### Besitzstand der Abtei 1803
Die Wirtschaftskraft und den Einfluss der Abtei am Ausgang des 18. Jahrhunderts kompilieren am besten die Aufnahmen der Spezialkommission, die während der Aufhebung von Münsterschwarzach die Vermögens- und Wirtschaftsverhältnisse detailliert beschrieben. Hauptaugenmerk der Säkularisatoren lag auf dem Geldvermögen, allerdings schätzte man auch Kunstschätze, um sie später verkaufen zu können. Der Gesamtwert des Klostervermögens betrug demnach 476.505 Gulden rheinisch und acht Kreuzer. Einnahmen hatte Münsterschwarzach jährlich 31.000 Gulden.
Bemerkenswert ist, dass ein reibungslos funktionierendes Kloster aufgelöst wurde, das 1803 keine Schulden hatte. Zu den Einnahmen kamen noch die Immobilien hinzu, die im Klostergebiet und seinem Umland bestanden. Die Abtei besaß 699 einhalb Morgen Ackerflächen, 307 Morgen Wiesen, mehrere Morgen Weinberge, 15 Seen innerhalb der Gemarkung des Klosters und Waldbesitz von über 3.400 Morgen, der sich auf Flächen um Reupelsdorf (Unterer und Oberer Forst, Michelheidewald), Abtswind (Friedrichsberg), Dimbach (Rindhof bzw. Linkhoftännig) und Großgressingen (Winkelhofer Forst) bei Ebrach verteilte.
Die Baulichkeiten, die dem Kloster gehörten konzentrierten sich naturgemäß hinter den Klostermauern. Neben Klosterkirche, Konvents- und Gastbauten, sowie der Mühle und dem Torhaus, sind hier noch Schmieden, Scheunen, Ställe und Dienerhäuser mit wiederum eigenen Scheunenbauten zu nennen. Weitere Klostergebäude in den Orten dienten zumeist der Verwaltung der Wirtschaftsgüter. Zehntscheuern standen in Reupelsdorf, in Dimbach und Stadelschwarzach. Die großen Zehnthöfe waren in Stadelschwarzach, Nordheim und Sommerach zu finden. In Düllstadt existierte ein sogenanntes Schafhaus, also eine Schäferei.
Besonders bedeutsam für den gewachsenen Einfluss des Klosters auf seine Untertanen waren die Rechte und Gerechtsame. Die Vogtei besaß Münsterschwarzach über alle oder beinahe alle Untertanen in Dimbach, Düllstadt, Gerlachshausen, Klosterschwarzach (= Münsterschwarzach), Neuses am Berg, Nordheim, Reupelsdorf, Sommerach, Stadelschwarzach und Untersambach. Lediglich in Großlangheim hatte man nur über ein einzelnes Haus Verfügungsgewalt, in dem 1803 vier Personen lebten.
Hinzu kamen das Jagdrecht auf den Fluren der meisten Klosterdörfer und um Laub, sowie weitgespannte Zehntrechte, die dem Kloster Naturalien oder Geld einbrachten. Neben den Klosterdörfern gelangte der Weinzehnt auch aus einigen Häusern aus Escherndorf an die Abtei. Der Fruchtzehnt kam unter anderem vom Strehlhof nahe Rimbach, aus Hörblach, Brünnau, Gräfenneuses und Herpersdorf bei Bamberg, der Getreidezehnt wurde von den Mönchen in Hohenbirkach und Kleinbirkach bei Ebrach, sowie in Kirchschönbach und Atzhausen erhoben. Hinzu kamen weitere Zehnten und Gülten, die sogenannte Rittersteuer, der Handlohn und gewisse Fronrechte, die sich auf die Klosterdörfer konzentrierten, aber auch in anderen Orten im Steigerwald und seinem Vorland erhoben wurden.

### Säkularisation und Klosteraufhebung

#### Bedingungen und Vorgeschichte
Seit dem 18. Jahrhundert kamen in aufklärerischen Kreisen immer wieder Ideen auf, die die vollständige Auflösung der Klöster und Stifte, sowie anderer geistlicher Entitäten im Heiligen Römischen Reich zum Thema hatten. Dabei stand vor allem die Übergabe des Klosterbesitzes an die sich herausbildenden Territorialstaaten im Vordergrund. Erst während der Napoleonischen Kriege zu Beginn des 19. Jahrhunderts wurden diese Ideen konkreter, die Neuordnung Europas durch Napoleon brachte dann die Umsetzung einer weitgehenden Säkularisation.
Mit dem Friede von Lunéville, der am 9. Februar 1801 unterzeichnet wurde, verzichteten die Staaten des Heiligen Römischen Reiches auf große Gebiete links des Rheines, die Frankreich zugeschlagen wurden. Mit der bayerischen Pfalz verlor aber auch ein Verbündeter des französischen Kaisers große Gebiete. Deshalb verhandelte man neu und konnte sich am 24. August 1801 auf eine Garantieerklärung für Bayerns rechtsrheinische Gebiete einigen. Zugleich wurden dem Kurfürsten von Bayern Entschädigungen in den geistlichen Gebieten nördlich seiner Kernlande in Aussicht gestellt. Der Reichsdeputationshauptschluss vom 25. Februar 1803 besiegelte das Schicksal der geistlichen Territorien dann.
Bereits am 3. September 1802 wurde Würzburg von kurzpfalzbayerischen Truppen besetzt. Im Dezember erfolgte die zivile Besitzergreifung. Der Abt von Münsterschwarzach, Judas Thaddäus Sigerst, hatte sich bereits im Oktober 1802 in einem Brief an die Geistliche Regierung besorgt über drohende Klosterenteignungen gezeigt. Am 21. November 1802 suchte er erstmals den von Bayern eingesetzten Generalkommissar Freiherr Johann Wilhelm von Hompesch zu Bolheim auf, der von ihm die Einsichtnahme in den Klosteretat verlangte.
Am 8. Dezember 1802 tauchten die Vertreter der neuen Regierung in Münsterschwarzach auf und vereidigten die Klosterbediensteten und den Konvent auf die neue Regierung. Gleichzeitig verlasen sie das Besitzergreifungspatent und ließen sich die Klosterkasse, das Archiv, die Keller und Getreidespeicher öffnen. Alle Räumlichkeiten wurden unter Siegel gelegt, das Gleiche geschah mit den Zehnthöfen in den Klosterdörfern. Nun erfolgte eine umfassende Inventur des Klosterbesitzes.

#### Die Aufhebung des Klosters
Die Pläne zur Säkularisation wurden in den letzten Tagen des Jahres 1802 konkretisiert. Am 27. Dezember wurde eine Spezialkommission eingesetzt, die für die „Administrativangelegenheiten der Klöster und Stifte“ zuständig sein sollte. In der Zwischenzeit erfüllte Abt Judas Thaddäus Sigerst die Anforderungen der Verantwortlichen und erstellte eine tabellarische Auflistung des Klosterbesitzes. Ein erster Schritt zur Auflösung erfolgte dann am 21. Januar 1803, als die vier Chornovizen auf Befehl der Regierung das Kloster verlassen mussten.
Daraufhin änderten Abt und Konvent ihr Vorgehen und sprachen sich in einem Schreiben an das Generalkommissariat in Würzburg am 8. Februar 1803 selbst für eine Auflösung ihres Klosters aus. Mehrere Gründe dürften für diese Entscheidung verantwortlich sein. Zum einen fürchtete man, dass Münsterschwarzach in ein sogenanntes Zentralkloster umgewandelt würde, das durch die Zwangszusammenlegung mehrerer Konvente entstehen würde. Zum anderen wollte man sich in das Unvermeidliche fügen und für die Zeit nach der Klosterauflösung vorsorgen.
Die Wünsche der Mönche nach Pensionen, die aus den Gütern der Abtei finanziert werden sollten, wurden noch im Februar an die Spezialkommission weitergeleitet. Am 16. Februar 1803 weilte Hof- und Regierungsrat Kleinschrod in Münsterschwarzach. Bis zum 24. März wurden nun die Personalstände und das Vermögen detailliert erfasst. Am 30. März bat Abt Judas Thaddäus um seine Pension, weil er vom Auftreten der Beamten gekränkt war. Zu diesem Zeitpunkt wurde seinem Wunsch nicht entsprochen.
Bis zum April erhielt nun die Spezialkommission durch den Beamten Kleinschrod über die Verhältnisse in Münsterschwarzach Bescheid. Anschließend begann die eigentliche Exmission, das heißt die Entsetzung des Klosters. Am 4. Mai 1803 erschien der Dettelbacher Beamte Lokalkommissar Stöhr in der Abtei. Auf sein Geheiß wurde der Konvent zusammengerufen, die Aufhebung eröffnet und die Siegel abgenommen. Die meisten Klosterbediensteten wurden entlassen. Am 7. Mai 1803 endete das klösterliche Leben, die Mönche wurden ins zivile Leben entlassen.

### Das Klostergelände im 19. Jahrhundert
| Name                   | Todesdaten                             |
| Judas Thaddäus Sigerst | 6. Mai 1805 in Würzburg                |
| Silvanus Michel        | 2. Dezember 1825 in Gerolzhofen        |
| Martialis Michel       | 20. Januar 1810 in Gerolzhofen         |
| Felix Pickel           | 16. Oktober 1804 in Münsterschwarzach  |
| Bernhard Heger         | 10. Dezember 1805 in Münsterschwarzach |
| Bonifatius Braun       | 23. Dezember 1815 in Niederlauer       |
| Benedikt Hammerschmidt | 24. Juni 1830 in Volkach               |
| Columban Schüll        | 5. April 1817 in Nordheim am Main      |
| Otto Weigand           | 29. März 1812 in Stadelschwarzach      |
| Erwin Fischer          | 31. Mai 1818 in Kitzingen              |
| Augustin Endres        | 19. Mai 1817 in Reupelsdorf            |
| Ambrosius Baumann      | 18. August 1818 in Heidingsfeld        |
| Anselm Lau             | 8. Januar 1832 in Würzburg             |
| Valentin Höfling       | 6. Juli 1837 in Ochsenfurt             |
| Dominikus Krapf        | 15. Januar 1809 in Mönchstockheim      |
| Januarius Walter       | 29. Oktober 1834 in Eibelstadt         |
| Ludwig Ackermann       | 2. Juni 1811 in Großlangheim           |
| Joseph Papius          | 14. Mai 1833 in Steinbach              |
| Christoph Derleth      | 18. November 1834 in Haßfurt           |
| Adauctus Hubert        | 11. Oktober 1821 in Würzburg           |
| Alois Schäfer          | 6. März 1853 in Dettelbach             |

Nach der Auflösung der Abtei durften die ehemaligen Konventualen zunächst in den Räumlichkeiten wohnen bleiben. Die Kosten für den Aufenthalt mussten die ehemaligen Mönche allerdings von den nun ausbezahlten Pensionen zahlen. Die Pension selbst wurde an das künftige Betragen der Konventualen gekoppelt, sodass die kurfürstliche Regierung auch weiterhin auf die ehemaligen Klosterbewohner Einfluss bewahren konnte. Der Abt erhielt als jährliche Pension 3.000 Gulden und durfte übergangsweise im Kloster leben, die Mönche waren mit Pensionen zwischen 500 und 300 Gulden bedacht worden.
Der nächste Schritt zur Auflösung des Klosterbesitzes war mit der Versteigerung der Kunstschätze der Abtei verbunden. Hierzu wurde wiederum der Dettelbacher Lokalkommissar Stöhr herangezogen, der den für die Versteigerung zuständigen Administrator Brandt einlernte. Die Ankündigung der Auktion wurde in mehreren Zeitungen veröffentlicht, um den Zulauf zu erhöhen. An mehreren Einzelterminen nahm man den Verkauf zwischen 29. August und 12. Dezember 1803 vor. Am letzten Termin ergab sich ein Erlös von über 7.310 Gulden rheinisch.
Nachdem eine Verpachtung des ausgedehnten Klosterkomplexes nicht in Frage gekommen war, plante man bald die Grundstücke und Baulichkeiten zu verkaufen. Zunächst erhielten die Bewohner des Dorfes Münsterschwarzach jedoch jeweils zwei Morgen Ackerland und einen Morgen Wiesen zugeteilt. Um die möglichen Interessenten nicht finanziell zu überfordern, wurden das Klostergut in zwölf Höfe zerlegt. Um die Öffentlichkeit für die Versteigerung zu interessieren, wurden in verschiedenen Anzeigern Termine veröffentlicht.
Als Versteigerungstermine wurden der 14. und der 21. März sowie der 3. April 1804 festgelegt. Nachdem diese Auktionen nicht das gewünschte Ergebnis gebracht hatten, setzte man am 22. Mai eine weitere Versteigerung an, bei der das Angebot des Jakob Hirsch von 102.500 Gulden das höchste Gebot blieb. In den folgenden Wochen versuchte man dennoch weitere, höhere Angebote zu erhalten. Letztendlich entschied der Kurfürst Maximilian IV. am 25. Juni 1804 eine nochmalige Versteigerung zwischen Hirsch und dem Diplomaten Wolfgang von Goldner vorzunehmen. Daraufhin nahm Hirsch brieflich Kontakt zum Kurfürsten auf und überzeugte diesen, sein korrigiertes Angebot von 104.500 Gulden anzunehmen.
Bereits am 12. Juli 1804 ging der Besitz der Abtei in die Hände des Jakob Hirsch über. Bereits nach zehn Monaten veräußerte der Bankier allerdings das Gelände schon wieder. Nun kam es an den Finanzrat Jakob Crellinger aus Hannover, der es 1808 bereits an den Forstsekretär Christian Friedrich Röllig aus Schleusingen verkaufte. Am 10. August 1812 erwarb dann über einen Mittelsmann Louis Antoine Fauvelet de Bourrienne, der gewesene Privatsekretär Napoleons, das ehemalige Kloster Münsterschwarzach.
Erst 1824 verkaufte Bourrienne die Anlage. Diesmal erwarben zwei Besitzer den ausgedehnten Komplex: Ernst Friedrich Bause aus Kitzingen und Joel Jakob von Hirsch, der Sohn des Jakob Hirsch. Bis 1827 gelangte aber der größte Teil des Besitzes in die alleinigen Hände der Familie Bause. Über die Tochter Bauses, Mathilde, gelangte das Gut an ihren Ehemann Konrad Alexander Thieme, der es von 1850 bis 1852 bewirtschaftete. Dann übernahm der Bankier Felix Vornberger bis 1894 die Anlage. Es folgten Theodor Wilhelm Arens und Joseph Pfaff aus Königstein im Taunus als Besitzer. Mit Friedrich Gottfried Cost besaß ab 1907 der letzte, weltliche Besitzer die ehemalige Klosteranlage.
Während die Besitzer häufig wechselten, wurden einzelne Baulichkeiten ganz unterschiedlich genutzt. Zwischen 1828 und 1894 bestand in den Räumlichkeiten der Klostermühle und einiger Nebenbauten die dritte Papierfabrik Deutschlands, die von Friedrich Koenig aus Oberzell betrieben wurde. Erst 1894 wurde die Papierfabrik stillgelegt. Für die riesige Klosterkirche fanden die neuen Besitzer allerdings keine Nachnutzung. Ein Blitzeinschlag 1810 besiegelte ihr Schicksal und bereits 1841 war das Gotteshaus einer Ackerfläche gewichen. → siehe auch: Klostermühle (Münsterschwarzach) und Verfall der Klosterkirche

### Die Missionsbenediktiner in St. Ludwig

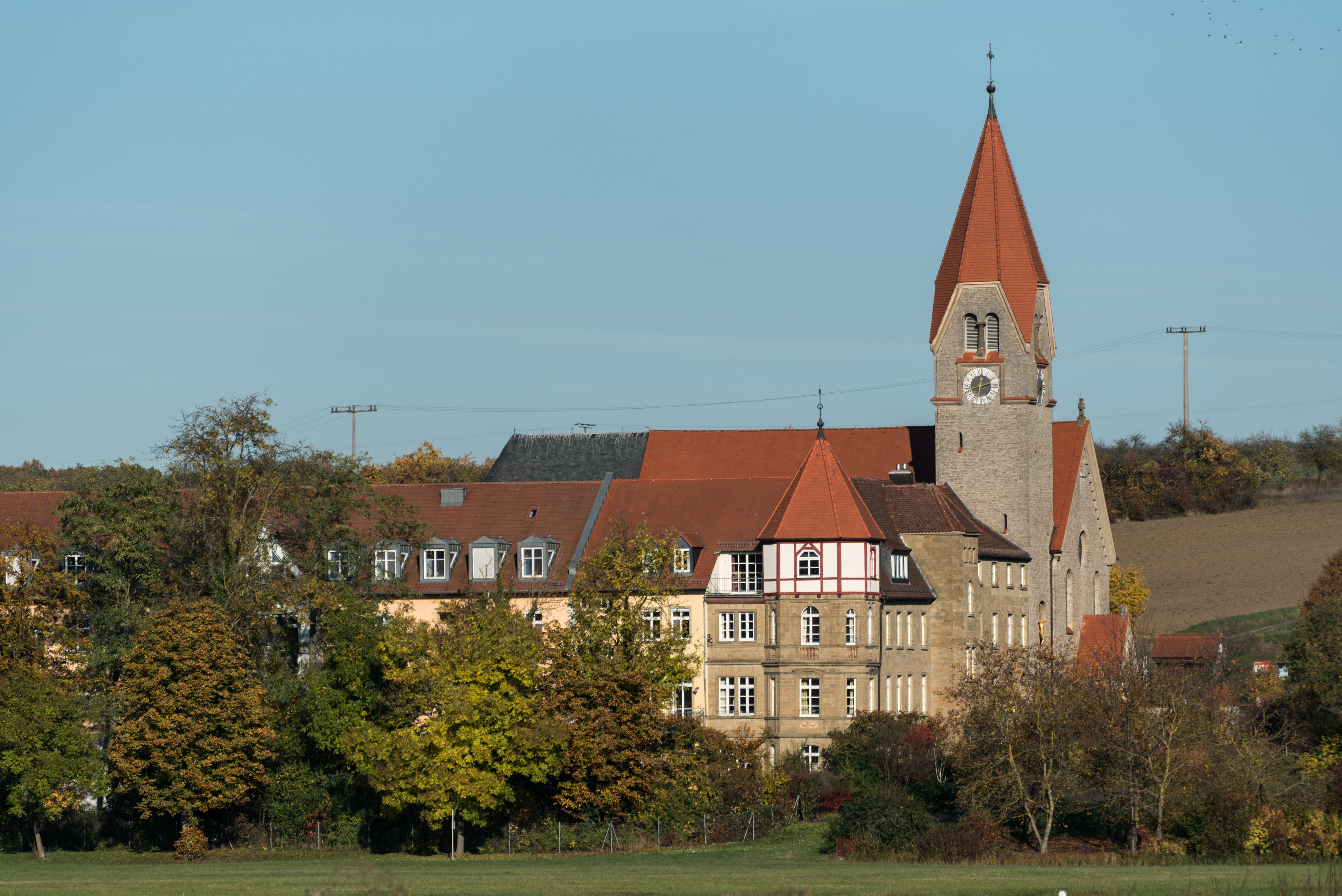
St. Ludwig bei Wipfeld, 1906 bis 1909 im Stil der Beuroner Schule

In der zweiten Hälfte des 19. Jahrhunderts kehrte in einige der durch die Säkularisation verlassenen Klostergelände wieder Leben zurück. Im ehemaligen Benediktinerkloster Reichenbach am Regen gründete 1884 der aus dem Kloster Beuron stammende Mönch Andreas Amrhein ein Missionszentrum, das auf die außereuropäische Missionsarbeit vorbereiten sollte. Später zog die junge Gemeinschaft nach Emming am Ammersee und es gelang ihr unter dem Namen Missionsbenediktiner von St. Ottilien 1896 von Papst Leo XIII. zum Priorat erhoben zu werden.
Die kolonialen Ambitionen Deutschlands, mit denen auch verstärkte, missionarische Tätigkeiten der Kirche einhergingen, erhöhten den Zulauf des jungen Konventes. Schnell konnten weitere Niederlassungen gegründet werden. Das erste Tochterkloster entstand 1901 in den Anlagen des ehemaligen Kurortes Ludwigsbad, heute einem Ortsteil von Wipfeld, das etwa 14 Kilometer von Münsterschwarzach entfernt lag. Hier wurden junge Mönche auf die Missionsarbeit vorbereitet, sodass bald auch ein Internat eingerichtet wurde.
Die Umnutzung des Areals schlug sich auch in dem neuen Namen nieder, weil der Ort nun St. Ludwig genannt wurde. 1906 erhob das inzwischen zur Abtei aufgestiegene Mutterkloster St. Ottilien ihre Filiale St. Ludwig zum Priorat. Ein Jahr später erfolgte die Grundsteinlegung für ein großes Kirchengebäude, das den Mittelpunkt der klösterlichen Gemeinschaft bilden sollte. Federführend wirkte am Bau der Prior Plazidus Vogel mit, der später zum ersten Abt des neugegründeten Münsterschwarzach aufstieg.
In Münsterschwarzach war das ehemalige Klosterareal inzwischen zum reinen Hofgut herabgesunken. Die meisten historischen Baulichkeiten waren abgerissen und die Anlage erwirtschaftete kaum Gewinne, weswegen sie häufig verkauft wurde. Gleichzeitig suchten die Missionsbenediktiner aus St. Ludwig nach geeigneten, landwirtschaftlichen Flächen, um ihre wachsende Gemeinschaft ernähren zu können. Schnell kam der Gedanke auf, diese Flächen mit dem ehemaligen Kloster in Münsterschwarzach anzukaufen.

### Vom Klostergut zum Kloster
Am 31. Juli 1913 ging der Besitz des ehemaligen Klosterareals an die Gemeinschaft der Missionsbenediktiner des Priorats St. Ludwig über. Das Datum wurde in der Klosterhistoriographie immer wieder mit der Wiedererrichtung klösterlichen Lebens in Verbindung gebracht, allerdings war zu diesem Zeitpunkt jedem der Beteiligten klar, hier nur einen Ökonomiehof für die Gemeinschaft in St. Ludwig zu erwerben. Mehrere Mönche aus dem Priorat zogen nach Münsterschwarzach, wobei Basilius Konrad als Konventuale die Leitung übernahm.

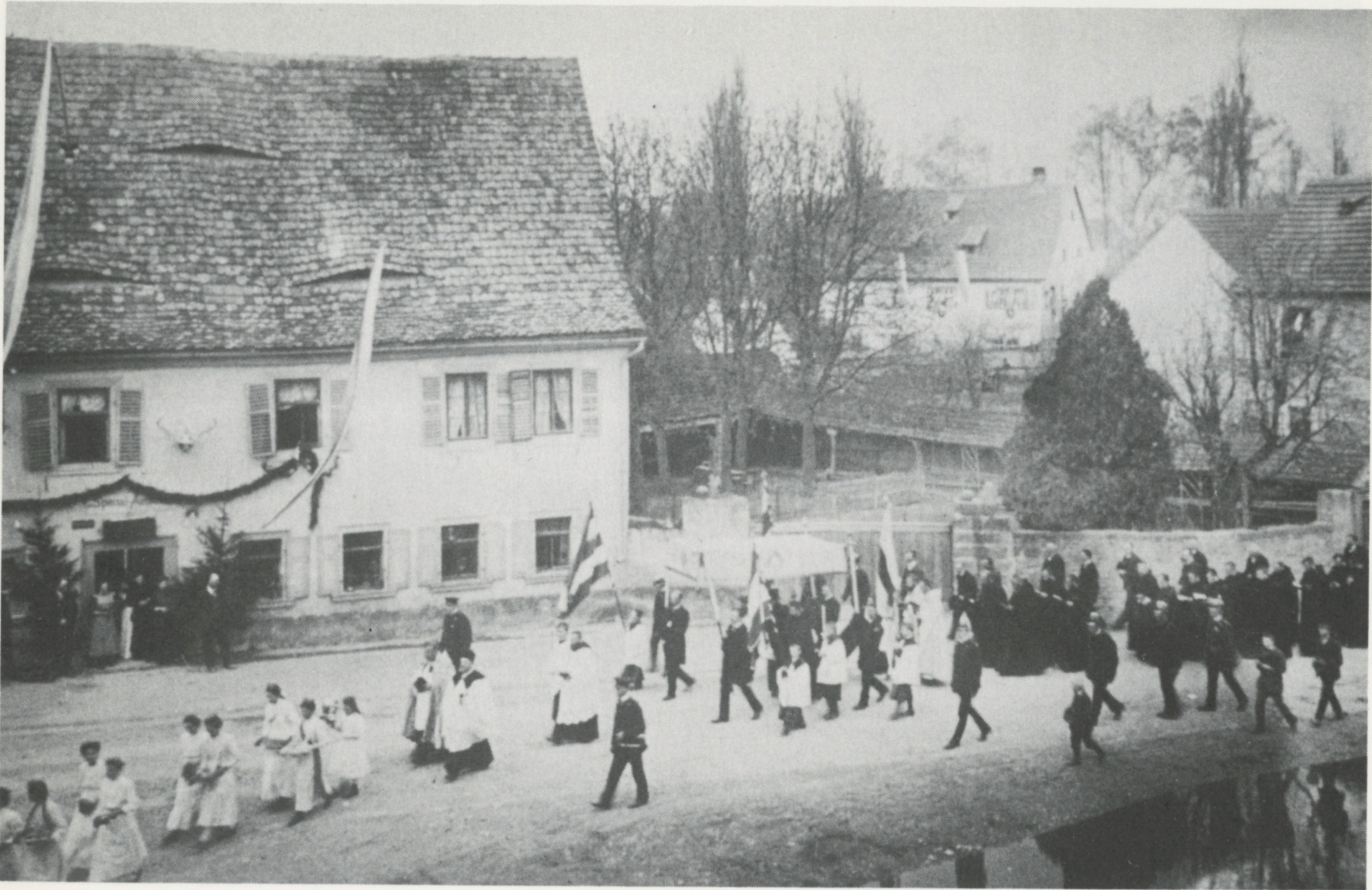
Der Einzug der Missionsbenediktiner in Münsterschwarzach am 14. April 1914

Auf dem Gelände wurde am 7. August 1913 von den Mönchen erstmals die Eucharistie gefeiert. Zu diesem Zeitpunkt war die Idee wohl schon geboren, die ehemalige Benediktinerabtei in ein echtes Kloster der Missionsbenediktiner umzuwandeln. Bis zum 21. Dezember arbeiteten die Mönche von St. Ludwig an der Renovierung des Torhauses aus dem 17. Jahrhundert. In den Räumlichkeiten wurde eine Kapelle eingerichtet, die sowohl den Klosterpatres als auch den Menschen der Umgebung offenstand.
Die Pläne, die insbesondere weiterhin von Basilius Konrad und dem Prior von St. Ludwig Plazidus Vogel vorangetrieben wurden, wurden konkreter als am 24. Dezember 1913 der einzig erhaltene Altbau, der sogenannte Pezzanibau, das Klausurschloss erhielt. Die Umwandlung des Hofgutes in ein Kloster wurde auch von der Zentrale in St. Ottilien gefördert. Die Mönche erhofften sich durch die Gründung mehrerer Tochterklöster vom Papst in den Rang einer eigenständigen Kongregation erhoben zu werden.
Deshalb nahm man die Erhebung des Hofgutes zur Abtei bereits am 1. April 1914 vor. Die junge Gemeinschaft überstürzte die Aufwertung von Münsterschwarzach, das noch lange Zeit äußerlich überhaupt nicht an ein Kloster erinnerte. Das Rückgrat bildete bei der Erhebung noch das Kloster St. Ludwig, wo Werkstätten und ein Internat bestanden. Am 16. April 1914 wurde Plazidus Vogel, der bisherige Prior, in St. Ludwig zum künftigen Abt von Münsterschwarzach geweiht.
Am 14. September 1914 nahm man die ersten Novizen auf, die ihre Ausbildung auf dem Klostergelände Münsterschwarzach erhalten sollten. Der offizielle Umzug der jungen Gemeinschaft nach Münsterschwarzach geschah, unter großer Anteilnahme der Öffentlichkeit, erst am 22. September 1914. Bis 1915 wurde die ehemalige Klostermühle, die sogenannte Fabrik Balthasar Neumanns, zur Wohnung für die Brüder umgebaut. Der Erste Weltkrieg unterbrach die Etablierung nicht, stattdessen erwarb die Abtei ein Haus in Würzburg und richtete hier ein Internat für ihre Novizen ein. Im Ersten Weltkrieg starben zehn Mönche und acht Novizen, 16 weitere wurden verwundet.
| Jahr | Priester | Laienbrüder |
| 1920 | 31       | 49          |
| 1929 | 69       | 150         |
| 1938 | 132      | 256         |

Im Jahr 1920 kam es, aufgrund der fehlenden Baulichkeiten vor Ort, zu Spannungen innerhalb des Konventes. Manche wollten das Gelände von Münsterschwarzach aufgeben und stattdessen ein anderes Kloster beziehen. Schließlich entschied man sich zum Bleiben. In der Folgezeit wurden dann auch erste Baulichkeiten neu errichtet. 1921 weihte Abtbischof Bonifaz Sauer von Wŏnsan den neuen Westbau ein, 1926 konnte der Konvent den neuen Südflügel beziehen, der aus einer Verlängerung des Altbaus von Pezzani entstanden war. Die noch erhaltenen Scheunen aus dem 17. Jahrhundert wurden bis in die 1930er Jahre zu einem Festsaal und dem Missionsmuseum umgewandelt.
Bereits frühe kamen Pläne auf, an der Stelle der untergegangenen Neumann-Basilika ein neues Gotteshaus zu errichten. Der Erste Weltkrieg vereitelte jedoch alle Planungen einer „Friedensgedächtniskirche“, die auch als dauerhaftes Mahnmal für den Frieden entstehen sollte. 1921 bezog der Konvent eine neue Notkirche, die nun im neu errichteten Westbau untergebracht wurde. Die Tradition, in der sich die Mönche sahen, wurde durch die Wahl des Altarblattes verdeutlicht. Man griff auf eine Kopie Tiepolos „Anbetung der Könige“ zurück, die in der alten Klosterkirche zu finden gewesen war.
Erst Mitte der 1920er Jahre konkretisierten sich die Pläne für die Errichtung einer neuen Klosterkirche. Nach ausufernden Vorplanungen und einem Architekten-Wettbewerb entschieden sich die Mönche 1934 für den Münchner Architekten Albert Boßlet. Boßlet errichtete 1935 bis 1938 eine dreischiffige Vierturmanlage, die als Mischtypus zwischen einer mittelalterlichen Basilika und der artifizielleren Ausführung im Barock geplant wurde. Die charakteristischen Türme mit ihrer Höhe von 52 (Osttürme) bzw. 38 m (Westtürme) veränderten die Landschaft des Schwarzacher Beckens nachhaltig. Die Kirche wurde mit ihrer Weihe am 11. September 1938 zum Wahrzeichen des neu entstandenen Benediktinerklosters. → siehe auch: Moderne Klosterkirche

### Das Kloster im Nationalsozialismus

#### Bis zur Aufhebung
Die Machtübernahme der Nationalsozialisten veränderte auch den Alltag im Kloster. Zunächst stand der Konvent den neuen Machthabern wohlwollend bis indifferent gegenüber. Eine Bautafel am Gerüst der Boßlet-Kirche belegt dies, hieß es hier doch: „Daß wir hier bauen dürfen, verdanken wir unserem Führer Adolf Hitler!“ Dabei traten auch Gemeinsamkeiten zwischen dem missionarischen Wirken der Mönche und der damit verbundenen Ungleichbehandlung Menschen anderer Kulturen und der Ideologie des Nationalsozialismus hervor. Allerdings brachte die „göttliche Mission“, der allumfassende und kirchenfeindliche Anspruch der neuen Bewegung auch Konflikte zutage.
Zunächst wurden die Klöster lediglich unter Beobachtung gestellt, bereits im März 1933 durchsuchte ein Kommando der SA die Abtei nach Waffen. Der Personalwechsel an der Spitze der Abtei erfolgte 1937 hingegen völlig problemlos. Abt Plazidus II. trat von seinem Amt als Abt zurück und die Mönche wählten in größter Geschlossenheit Burkhard Utz zum neuen Vorsteher. Im Briefverkehr mit den Behörden unterzeichnete Utz häufig mit der neuen Sprachformel „Heil Hitler!“

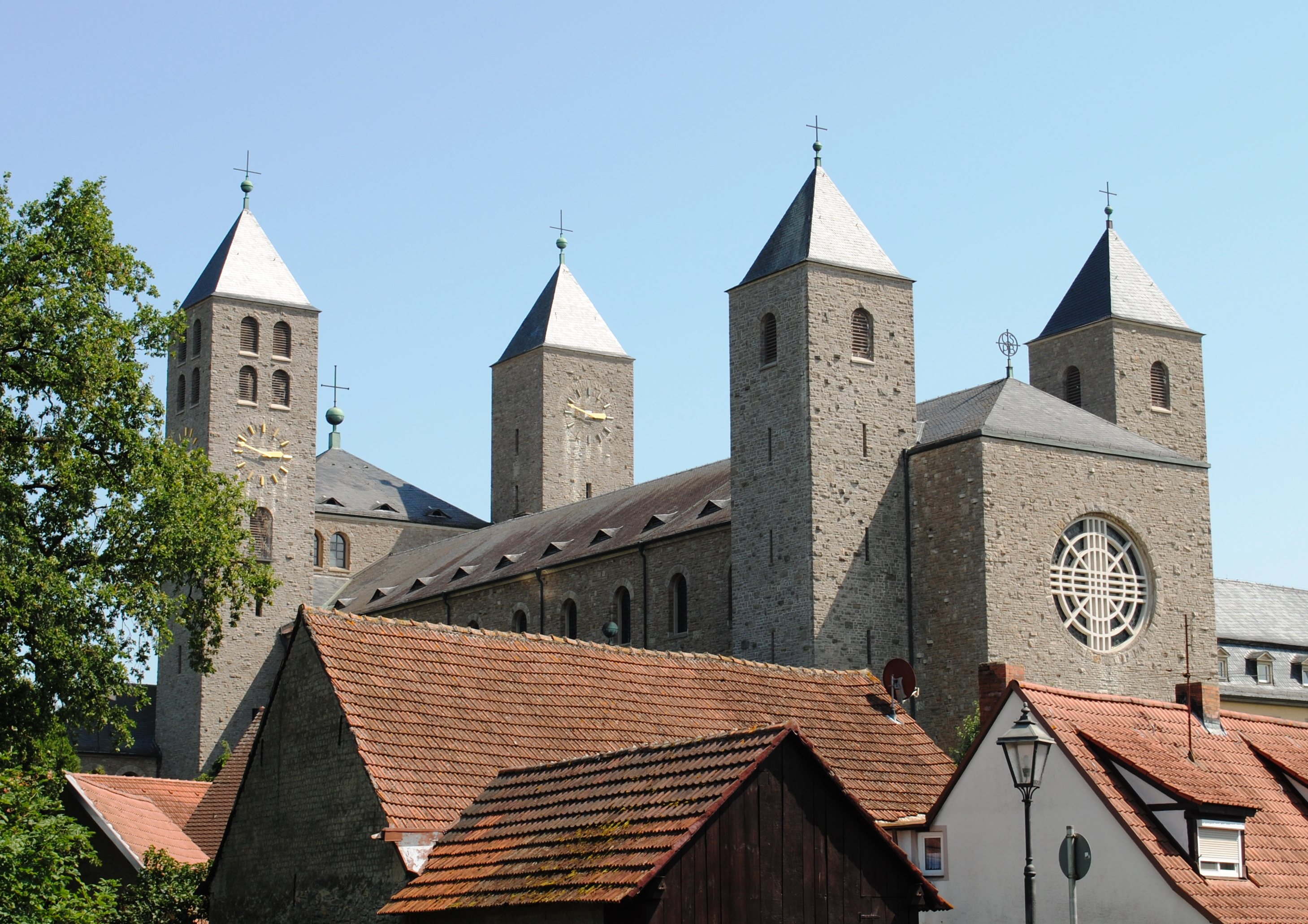
1938 wurde die Klosterkirche von Albert Boßlet als letzter Großbau vor der Aufhebung fertiggestellt

Zu ersten Auseinandersetzungen mit den Vertretern des Staates kam es im Bereich der Schulbildung für Seminaristen. 1934 führten die Klosterschulen in St. Ludwig und das Kolleg St. Benedikt in Würzburg das Fach „Nationaler Unterricht“ ein. Das Würzburger Studienkolleg der Abtei setzte sich von Beginn an kritischer mit der Ideologie auseinander. Dabei traten die angehenden Mönche auch in Würzburg selbst als geschlossene Gruppe auf. Der nationalsozialistische Staat versuchte dieser Blockbildung durch Zwangsmaßnahmen entgegenzuwirken. Hierzu zählte unter anderem die Arbeitsdienstpflicht, die ab dem Geburtsjahrgang 1915 galt.
Die alteingesessenen Mönche richteten ihren Blick in dieser Zeit vermehrt nach innen und begannen, die Wurzeln ihrer klösterlichen Gemeinschaft zu erforschen. Bereits Plazidus Vogel hatte sich als 67. Abt von Münsterschwarzach bezeichnet und sich damit in die Tradition seiner Vorgänger gestellt. Gleichzeitig wurde auch die Mission im außereuropäischen Ausland immer weiter ausgebaut. Hierzu traten Bemühungen von den Oberen der Kongregation von St. Ottilien die Liturgie der Mönche zu reformieren.
Die Verfolgung durch den Nationalsozialismus verschärfte sich ab 1937. Die Orden wurden nun als „Hauptmachtmittel der vatikanischen Politik“ bezeichnet und zum Gegner der Erneuerung gestempelt. Im Zuge des sogenannten „Waldbreitbacher Skandals“ forcierten die Nationalsozialisten Sittlichkeitsprozesse gegen kirchliche Würdenträger. Erstmals suchte auch die Gestapo mit einer „Untersuchungskommission“ das Kloster auf. Zugleich begann man den Gemeinschaften die wirtschaftliche Grundlage zu entziehen und schränkte das Spendensammeln ein.
Am Ende des Jahres 1938 erhielten die Verantwortlichen in Münsterschwarzach die Nachricht, dass die beiden Missionsseminarien der Abtei stufenweise abgebaut werden sollten, um die Ausbildung der Missionare künftig in staatlichen Bildungseinrichtungen vorzunehmen. Bereits 1937 waren die Jahrgänge 1892 bis 1912 im Kloster gemustert worden. 1938 beteiligten sich mehrere Mönche aus dem Kloster beim Einmarsch deutscher Truppen in Österreich. Die klösterlichen Betriebe verloren durch die immer häufigeren Militäreinziehungen wichtige Arbeitskräfte. Zugleich hatten die Missionsbrüder in den USA mit Kriegsbeginn mit ihrer Internierung zu rechnen.

#### Weltkrieg und Klosteraufhebung
Ab Ende August 1939 wurden jeden Tag mehr Mönche von den Militärbehörden eingezogen. Am 26. August mussten elf Mönche in die Kasernen einrücken, am 30. August folgten nochmals elf Einberufungen, ehe am 31. August zehn weitere Mönche eingezogen wurden. Bis zum Ende des Jahres 1939 standen 78 Mönche unter Waffen. Ende 1940 taten 154 Münsterschwarzacher Benediktiner Dienst im Militär. Insgesamt zog die Wehrmacht im Verlauf des Krieges 225 Konventualen ein. Zusätzlich wurden Material und Kraftfahrzeuge beschlagnahmt.
| Jahr | Gefallene Konventuale |
| 1940 | 1                     |
| 1941 | 6                     |
| 1942 | 10                    |
| 1943 | 11                    |
| 1944 | 20                    |
| 1945 | 8                     |

Die Stimmung der Mönche im Feld schwankte zwischen Sorge und dem Stolz auf die schnellen Erfolge in den ersten Kriegsjahren. Am 29. Mai 1940 erhielten die Klosteroberen die ersten Informationen über den Tod eines Mönches. Zugleich versuchte man in Münsterschwarzach den Alltag aufrechtzuerhalten. Bereits 1939 wurden auch Flüchtlinge, insbesondere aus dem Raum Pirmasens, in den Räumlichkeiten des Klosters untergebracht. Ab 22. November 1940 bezogen Bessarabiendeutsche und Menschen aus der Dobrudscha das Kloster, in dem ein „Lager der Volksdeutschen Mittelstelle“ eingerichtet wurde.
Nun galt das Kriegsrecht in Deutschland, was die Nationalsozialisten nutzten, um weiter gegen kirchliche Einrichtungen vorzugehen. Am 18. März 1940 wurde der letzte Schulgottesdienst in St. Ludwig gefeiert, danach schloss das Missionsseminar seine Pforten. Nun traten die Machthaber immer aggressiver gegenüber der Gemeinschaft auf und besetzten mehr und mehr Baulichkeiten der Abtei. Gleichzeitig ging man gegen das „Liebeswerk vom heiligen Benedikt“ als sozialer Hilfsorganisation innerhalb des Klosters vor und verbot die Institution im Oktober 1940.
Erst im Frühjahr 1941 begann der eigentliche „Klostersturm“. Bereits im April 1941 löste das Reichssicherheitshauptamt als Oberbehörde über SD und Gestapo die Niederlassung Schweiklberg auf, die Mönche wurden daraufhin von ihren Brüdern in Münsterschwarzach aufgenommen. Die Verantwortlichen der fränkischen Abtei ahnten zu diesem Zeitpunkt, dass die Aufhebung kurz bevorstand und begannen insbesondere Wohltäter ihrer Abtei in einer orchestrierten Aktion zu informieren, um die Geldzuwendungen nicht den Nationalsozialisten in die Hände fallen zu lassen. Insbesondere P. Sales Heß tat sich während dieser Vorbereitungen hervor und wurde dafür später verhaftet und ins KZ Dachau gebracht.
Am 5. Mai 1941 kamen Gestapo-Beamte in das Kloster und wollten unter dem Vorwand, dass die Mönche angeblich Geld abgezweigt hätten, das Kloster aufheben. Als der Abt überraschenderweise bereit war, die Summe von 300.000 Mark zu zahlen, kam es an diesem Tag allerdings nicht zur Aufhebung. Erst am 8. Mai 1941 wurde die Abtei von der Gestapo durchsucht, wobei der SD-Leiter des Bereichs Mainfranken, Fritz Glitz, nach illegalen Schriften suchen ließ, die als weiterer Vorwand dienen sollten, um gegen die Mönche vorzugehen.
Glitz hatte 30 Beamte nach Münsterschwarzach geschickt, die sich schnell einer Demonstration der örtlichen Bevölkerung gegenübersahen. Da lange Zeit keine Befehle aus Berlin eintrafen, wurde am 8. Mai die Auflösung nicht vollstreckt. Erst am 9. Mai konnten die zusammengestellten Staffeln der Schutzpolizei die Abtei besetzen. Wieder versammelten sich vor ihren Toren Protestierende. Im Lesezimmer des Klosters kam es während der Aufhebung zu dramatischen Szenen, wobei es auch Verletzte unter den Mönchen gab.
Abt Burkhard wurde mit einigen Mönchen sofort nach der Aufhebung in das Kloster Kreuzberg auf dem gleichnamigen Berg in der Rhön verbracht. Insgesamt 50 Brüder verblieben im Kloster und mussten den kriegswichtigen, landwirtschaftlichen Betrieb aufrechterhalten. Später kam der Abt im Kloster Oberzell bei den dortigen Franziskanerinnen unter, wo sich eine Art „Exilkloster“ mit Besuchen vieler Mönche entwickelte. Die Klosterbaulichkeiten in Münsterschwarzach nutzten die Nationalsozialisten vielfältig. Bereits kurz nach der Aufhebung entstand in den meisten Räumlichkeiten ein Reserve-Lazarett. Die Abtei war unter staatliche Verwaltung gestellt worden, wobei zeitweise noch über 70 Konventualen der ehemaligen Abtei in den Räumlichkeiten lebten.
Das Kriegsende kam für Münsterschwarzach und seine Abtei am 10. April 1945. Die Amerikaner rückten vom Kitzinger Klosterforst aus mit Panzern und Infanterie näher. Auf dem Klostergelände hatten sich indessen unter Missachtung der Lazarettzone etwa 50 Mann der Wehrmacht beim Sägewerk und den Dorfmühlen verschanzt. Die Amerikaner verzichteten trotz Gegenwehr nur auf den Einsatz schwerer Waffen, weil sie im Lazarett amerikanische Kriegsgefangene vermuteten. Deshalb blieben Kirche und Kloster weitgehend unbeschädigt, der Wehrmachtsverband zog sich noch am selben Tag zurück und die Amerikaner wandelten Münsterschwarzach in das Military Hospital 406 um.

### Nachkriegszeit und Ausbau
Abt Burkhard, der sich mit einigen Mönchen weiterhin in Kloster Oberzell aufhielt, konnte sein Exil am 16. April 1945 verlassen. Er zog als symbolischer Akt der Wiederbesetzung der Abtei durch das Kirchenportal in die Basilika ein, statt das Gelände über die Klosterpforte zu betreten. Abt Burkard forcierte schnell die Neuorganisation des klösterlichen Lebens und konnte durchsetzen, dass der Westflügel in den neuen Klausurbereich für die Mönche umgewandelt wurde.
Die Raumnot in Münsterschwarzach war nur eines der Probleme, die sich für die Gemeinschaft in der unmittelbaren Nachkriegszeit stellten. Beim Fliegerangriff auf Würzburg am 16. Mai 1945 wurde das Ordenshaus St. Benedikt ein Raub der Flammen, viele Mönche waren nach Kriegsende in Kriegsgefangenschaft und in St. Ludwig war zeitweise eines der Ausweichquartiere für die zerstörte Würzburger Orthopädische Klinik im König-Ludwig-Haus untergebracht. In Münsterschwarzach blieb das Krankenhaus noch bis 1946 bestehen.
Nichtsdestotrotz ging der Wiederaufbau schnell voran. 1946 weihte man in den Räumlichkeiten in Münsterschwarzach erstmals eine höhere Schule ein, die Vorgängerin des heute noch bestehenden Egbert-Gymnasiums. Bereits 1947 waren die meisten Internats- und Wirtschaftsgebäude von St. Benedikt in Würzburg wieder hergestellt. Lediglich der Kirchenbau benötigte noch mehr Zeit. Ab 1949 ergänzte man die Baulichkeiten in Münsterschwarzach um den Ostflügel, der einen Innenhof zwischen Kirche und zugehörigen Gebäuden entstehen ließ.
Die Mönche von Münsterschwarzach erhielten in der Nachkriegszeit großen Zuwachs an jungen Aspiranten. Dies hing auch mit ihrem Nimbus zusammen, während der nationalsozialistischen Herrschaft auf der richtigen Seite gestanden zu haben. Schnell überführte man den Leichnam des im Exil in Lülsfeld verstorbenen Gründerabtes Plazidus II. in die Klosterkirche. 1955 entstanden auf dem Gebiet des Klosters weitere Verwaltungsbauten, an der Stelle, die zuvor von den Scheunen des Abtes Plazidus I. Büchs eingenommen wurden.
Im Jahr 1959 trat Abt Burkhard von all seinen Ämtern aufgrund seines fortgeschrittenen Alters zurück. Er verstarb bereits im Juni des Jahres 1960. Am 12. Juni wählten die Mönche mit Bonifaz Vogel seinen Nachfolger. Unter Bonifaz wurde 1961 der Grundstein zu einem neuen Missionsseminar gelegt. Mit seiner Einweihung im Jahr 1967 wurde das Mutterkloster St. Ludwig bei Wipfeld endgültig aufgegeben und den Franziskanerinnen von Oberzell überlassen. Die endgültige Aufgabe des Mutterhauses symbolisiert das Ende des Wiederaufbaus nach dem Krieg.

### Nach dem 2. Vatikanischen Konzil
Der äußere Wiederaufbau und die Erweiterung der Abtei ging nicht mit einer inneren Erneuerung einher. Abt Burkhard bestätigte nach Kriegsende die autoritäre Verfassung des Klosters, die auf eine streng hierarchische Gliederung ihres Konventes aufbaute. Dagegen formierte sich allerdings bald Widerstand aus den Reihen der jungen Mönche. Sie empfanden insbesondere die Unterscheidung zwischen den studierten Mönchen und den Brüdern, die ein Handwerk ausübten als überflüssig. Vor allem die Mitspracherechte der Brüder sollten gestärkt werden.
Ab den 1960er Jahren hatte die Abtei zusätzlich mit Nachwuchsproblemen zu kämpfen. Um diesen Missstand zu beheben, gründete Abt Bonifaz in Bamberg ein Seminar für Spätberufene und ließ einige Mönche eine Schenkung in Norddeutschland zum späteren Priorat St. Benedikt in Damme in Niedersachsen ausbauen. Es wurde 2016 aufgehoben. 1971 musste die klostereigene Berufsschule für die Brüder schließen. Mit dem Zweiten Vatikanischen Konzil, das zwischen 1962 und 1965 abgehalten wurde, begann auch die innere Erneuerung der Gemeinschaft.

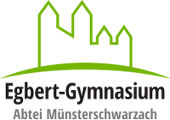
Das Logo des Egbert-Gymnasiums Münsterschwarzach verweist auf die Klosterkirche

Auf einem Generalkapitel im Jahr 1966 beschlossen die Missionsbenediktiner von St. Ottilien einstimmig, die Unterscheidung zwischen Mönchen und Brüdern aufzuheben. Alle hatten fortan die gleichen Rechte und wurden Mönche genannt. Neben einigen weiteren Änderungen, wie der Angleichung des Habits, wurde auch die Liturgie grundstürzend geändert. Fortan sangen die Mönche ihr Chorgebet auf Deutsch, die Übersetzung des lateinischen Chorals war federführend in Münsterschwarzach vorbereitet worden und verbreitete sich in der Folgezeit deutschlandweit als Münsterschwarzacher Psalter.
In der Folgezeit änderte sich auch die Mission grundlegend. Jüngere Missionare stellten die kolonialen Ansichten ihrer Vorgänger in Frage und begannen, die einheimische Bevölkerung auf Augenhöhe zu behandeln. Auch in der Seelsorge in Deutschland veränderten sich die Herangehensweisen schnell. Deshalb ließ der Abt in Münsterschwarzach ein Gästehaus mit Einzelzimmern errichten. 1981 wurde das Schulhaus in ein staatlich anerkanntes, privates Gymnasium umgewandelt. → siehe auch: Egbert-Gymnasium Münsterschwarzach
Am 1. Oktober 1982 verkündete Abt Bonifaz seinen Mitbrüdern während des Stundengebets seinen Rücktritt. Fünf Wochen später wählte man Fidelis Ruppert zum neuen Abt. Seit 2006 steht Michael Reepen der Abtei Münsterschwarzach vor. Das Kloster hat sich inzwischen zu einer deutschlandweit beachteten Institution der katholischen Kirche entwickelt, die neben den klösterlichen Betrieben auch ein geistliches Zentrum weit über die Grenzen von Unterfranken bildet. Mit Willigis Jäger und Anselm Grün sind nur zwei bedeutende Konventsmitglieder Münsterschwarzachs zu nennen.